# Klimaschutz

Potentiale und Kosten verschiedener Klimaschutzoptionen bis zum Jahr 2030 gemäß Sechstem Sachstandsbericht des IPCC

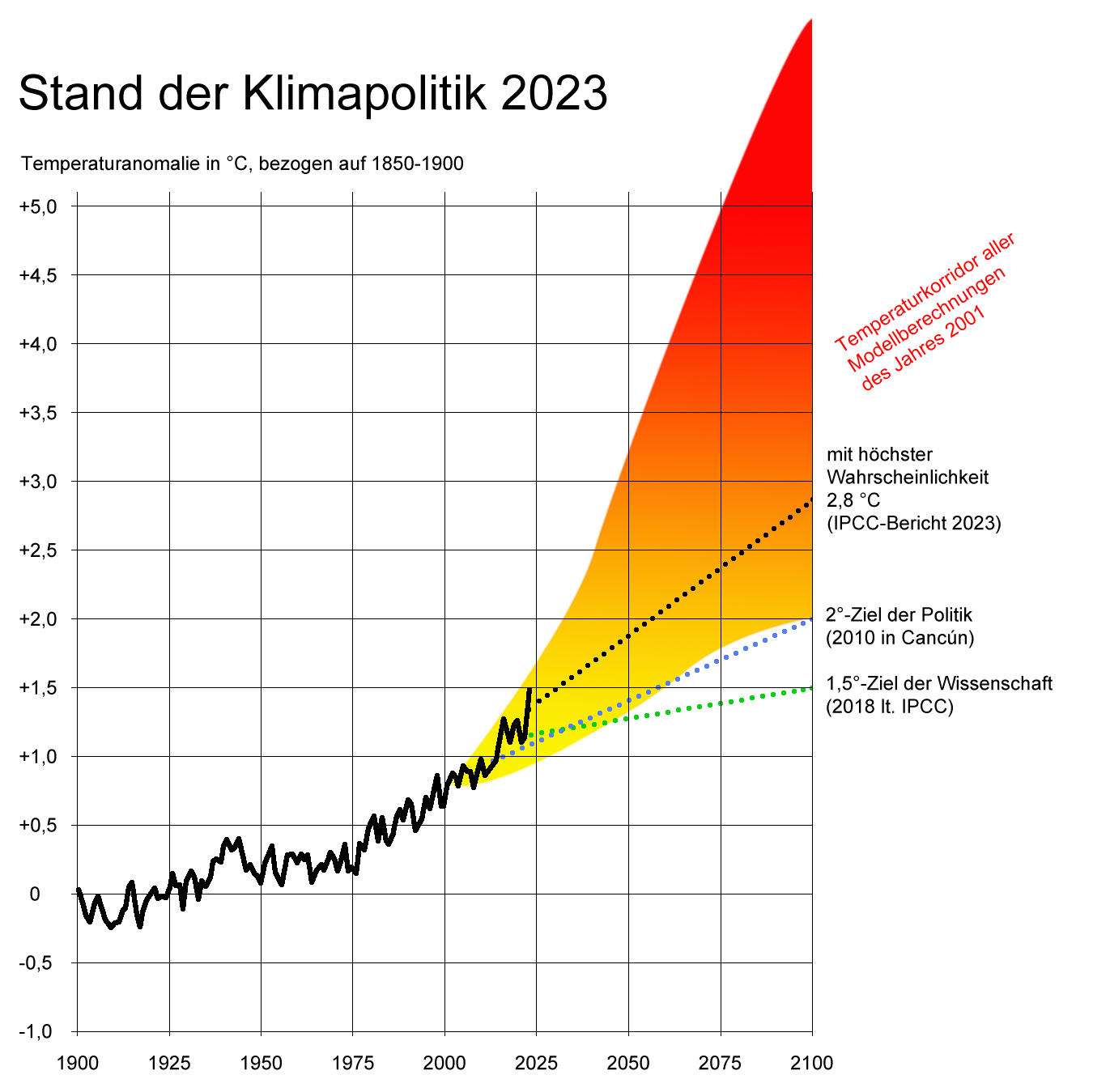
Veranschaulichung zum Stand der Klimaschutzpolitik im Jahr 2023

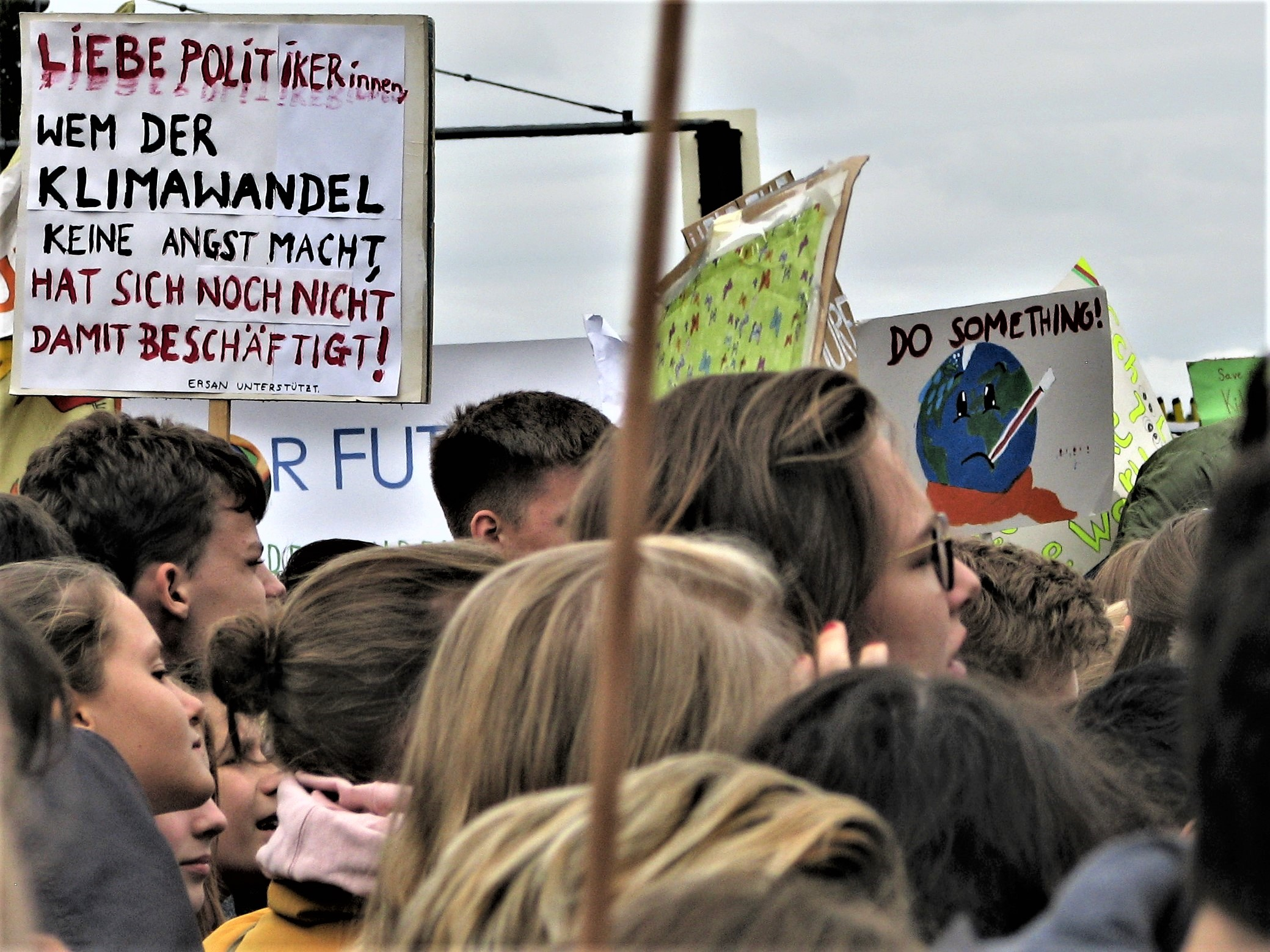
Jugendliche Demonstranten am Brandenburger Tor in Berlin am 20. September 2019

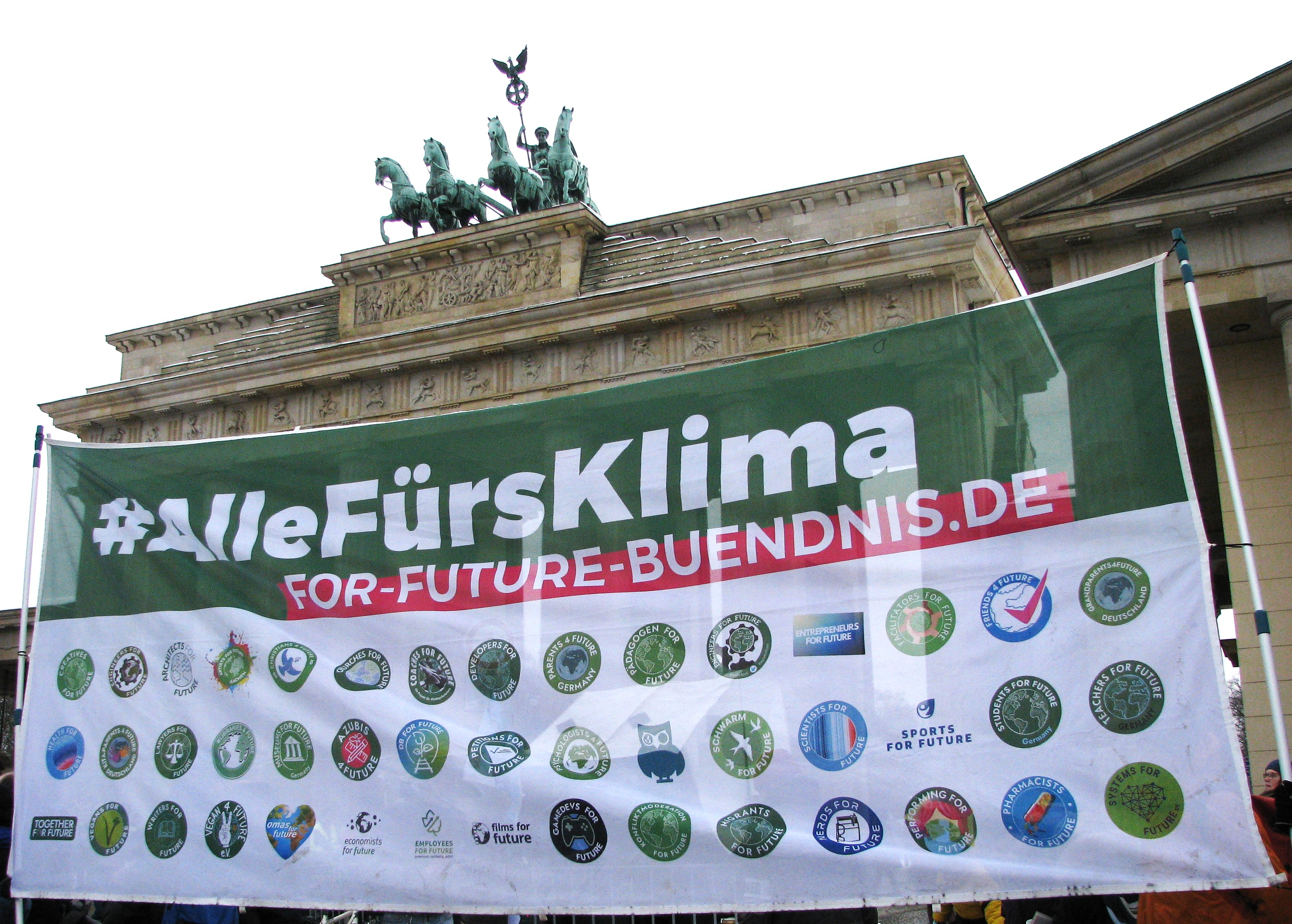
Klimaschutz-Demo-Transparent vom 14. Februar 2025 am Brandenburger Tor in Berlin

Klimaschutz ist der Sammelbegriff für (organisatorische bzw. technische usw.) Maßnahmen, die der durch den Menschen verursachten globalen Erwärmung entgegenwirken und mögliche Folgen der globalen Erwärmung abmildern (Mitigation) oder verhindern sollen. Als wichtige Grenze gilt die Zwei-Grad-Schwelle, die nicht überschritten werden sollte, wenn katastrophale Auswirkungen der globalen Erwärmung verhindert werden sollen. Einen gefährlichen Klimawandel zu verhindern gilt als eine der größten Herausforderungen der menschlichen Zivilisation. Da Kohlenstoffdioxid als wichtigster Treiber der gegenwärtigen Erderwärmung sehr lange in der Atmosphäre bleibt und manche Folgen des Klimawandels langfristig und irreversibel sind, werden die politischen Weichenstellungen der Gegenwart und unmittelbaren Zukunft tiefgreifende Auswirkungen für Tausende bis Zehntausende von Jahren haben.
Kernelement des Klimaschutzes ist die drastische Verringerung des Ausstoßes von Treibhausgasen, die bei der Energieerzeugung sowie bei der Energienutzung in der industriellen und landwirtschaftlichen Produktion, im Verkehr und in Privathaushalten freigesetzt werden, bis schließlich Netto-Null-Emissionen erreicht werden. Essentiell hierbei ist insbesondere der sukzessive Ausstieg aus der Nutzung fossiler Brennstoffe im Strom-, Wärme- und Verkehrssektor sowie in der Industrie, um die damit verbundenen Treibhausgasemissionen zu vermeiden. Bis zur Mitte des 21. Jahrhunderts kann und muss laut klimawissenschaftlicher Expertise die vollständige Umstellung auf erneuerbare Energien vollzogen sein, damit die im Pariser Übereinkommen angestrebte Begrenzung der Erderwärmung zu schaffen ist. Grundsätzlich gilt, dass für jede Begrenzung der Erdtemperatur auf einem bestimmten Niveau die Treibhausgasemissionen netto auf Null zurückgefahren werden müssen, da für eine bestimmte Temperatur nur ein begrenztes Kohlenstoffbudget zur Verfügung steht, das emittiert werden kann. Die Begrenztheit des Kohlenstoffbudgets bedeutet gleichzeitig, dass für jedes Jahr Verzögerung des Klimaschutzes in der Gegenwart anschließend in der Zukunft umso schnellere und tiefgreifendere Klimaschutzmaßnahmen ergriffen werden müssen.
Ebenfalls wichtig ist die Erhaltung und die gezielte Förderung solcher Naturbestandteile, die Kohlenstoffdioxid aufnehmen und binden können (sogenannte Kohlenstoffsenken, insbesondere Wälder). Klimaschutzmaßnahmen dieser Art mindern auch die Luftverschmutzung und haben weitere positive Nebeneffekte für Umwelt und Gesundheit.
Die Auswirkungen der Erderwärmung sind aus Sicht vieler Forscher bereits nicht mehr völlig zu stoppen, sondern nur noch abzumildern und zu begrenzen. Daher sind parallel zur Senkung der Treibhausgasemissionen auch Maßnahmen zur Anpassung an die bereits jetzt unvermeidlichen Folgen des Klimawandel nötig (Adaption), z. B. Deichbau und Katastrophenvorsorge. Hierbei ist allerdings zu berücksichtigen, dass Anpassungsmaßnahmen vor allem kurz- und mittelfristig Erfolge zeigen, während ihre langfristige Wirksamkeit schwer zu bestimmen ist, auch weil eine Anpassung an die Folgen der globalen Erwärmung immer nur begrenzt möglich ist. Angesichts bisher ungenügender Erfolge bei der Reduktion der Treibhausgasemissionen werden im Rahmen des sogenannten Geoengineerings auch großtechnische Ansätze wie CO2-Abscheidung und -Speicherung oder die Eisendüngung der Weltmeere geprüft und lokal erprobt.
Zum Klimaschutz gehören neben großtechnischen Maßnahmen und makroökonomischen Ausrichtungen sowie der staatlichen und internationalen Klimaschutzpolitik auch Aufklärung und Verhaltensänderung der Individuen vor allem in Industriestaaten mit einem vergleichsweise hohen Energiekonsum und entsprechenden Verursacheranteilen an den weltweiten Treibhausgas-Emissionen. Angesichts der trotz zahlreicher Klimakonferenzen bisher wenig erfolgreichen Bemühungen um eine wirksame Reduktion der weltweiten Treibhausgasemissionen formierte sich 2019 Fridays for Future, eine weltweit agierende Jugendprotestbewegung nach dem Vorbild der Initiatorin Greta Thunberg, die breite Unterstützung auch in Wissenschaftskreisen erhielt.

## Rahmenbedingungen

### Grundlagen
Hauptursache für die globale Erwärmung ist die Freisetzung von Treibhausgasemissionen durch menschliche Aktivitäten. Im Jahr 2019 produzierte die Menschheit Treibhausgasemissionen in Höhe von 59 Milliarden Tonnen (± 6.6) CO2-Äquivalent. Das jährliche Wachstum der Emissionen in den 2010er Jahren lag bei 1,3 % pro Jahr, etwas niedriger als in den Jahren 2000 bis 2009, als es bei 2,1 % gelegen hatte. Die wichtigste Emissionsquelle war die Kohlendioxidfreisetzung aus fossilen Energieträgern und Industrieprozessen mit 38 ± 3 Mrd. Tonnen, gefolgt von Methanfreisetzung (11 ± 3,2 Mrd. Tonnen), Kohlendioxidemissionen aus Landnutzungsänderungen wie Entwaldung (6,6 ± 4,6 Mrd. Tonnen), Lachgasproduktion (2,7 ± 1,6 Mrd. Tonnen) und weiteren Treibhausgasen wie FCKWs (1,4 ± 0,41 Mrd. Tonnen). Von 1990 bis 2019 stieg der CO2-Ausstoß aus fossilen Energien und Industrie um 15 Mrd. Tonnen bzw. 67 % an und damit deutlich stärker als die Emissionen aus anderen Quellen.
Aufgrund der langen Verweildauer von Kohlenstoffdioxid in der Erdatmosphäre erfordert das Aufhalten der globalen Erwärmung, dass die Kohlendioxidemissionen netto praktisch auf Null reduziert werden müssen. Für eine wirksame Klimaschutzpolitik reicht es daher nicht aus, Emissionen nur zu reduzieren oder gar nur auf dem heutigen Niveau zu stabilisieren, vielmehr muss die Klimapolitik auf eine vollständige Vermeidung von neuen Treibhausgasemissionen abzielen. Manche Szenarien gehen dabei von einem temporären „Überschießen“ der Temperatur im Laufe des 21. Jahrhunderts aus, bevor die Temperaturen zum Ende des Jahrhunderts wieder auf klimaschutzkompatible Werte reduziert wird. Der IPCC hält fest, dass ein solches Überschießen schwerwiegende Risiken birgt und irreversible Folgen für Mensch und Umwelt mit sich bringt, selbst wenn bis 2100 die Temperatur wieder so weit reduziert wird, dass das Übereinkommen von Paris erfüllt wird. Beispiele für solche irreversiblen Folgen sind das Abschmelzen von Gletschern, das Absterben von Korallenriffen und zusätzliche Todesfälle infolge von Hitzeereignissen. Zudem steigt dadurch das Risiko, dass durch verschiedene Faktoren wie Waldbrände, Baumsterben, Insektenplagen, Austrocknen von Mooren und dem Auftauen von Permafrostböden große Mengen Kohlenstoff freigesetzt werden, die ihrerseits den Klimawandel wieder verstärken und seine Bekämpfung umso schwerer machen. Auch steigt sich mit jeder weiteren Erwärmung das Risiko für das Aussterben von Arten stark an und liegt selbst bei der niedrigsten IPCC-Prognose um Faktor 1000 höher als unter natürlichen Umständen.
Auf technischer Ebene existiert eine Vielzahl von Optionen zur Verminderung der Emission von Treibhausgasen. So ließe sich auch mit heutigen Mitteln ein effektiver Klimaschutz realisieren. Dies bestätigt der 5. Sachstandsbericht des IPCC. Das Erreichen von Klimaschutzzielen erfordert in jedem Fall einen grundlegenden Umbau der Energieversorgung, unabhängig davon, ob die Erderwärmung auf 1,5 °C, 2 °C oder 3 °C begrenzt werden soll; Unterschiede ergeben sich dabei nur in Bezug auf die Geschwindigkeit des Umbaus, nicht aber hinsichtlich dessen grundsätzlicher Notwendigkeit. Je später der Klimaschutz jedoch aufgenommen wird, desto teurer wird er – zusätzlich zu den nicht vermiedenen Schäden vor und nach dem Beginn – und desto notwendiger wird der Einsatz riskanter Techniken. Ohne Klimaschutz ist dagegen eine Erderwärmung von 4 °C und mehr bis Ende des 21. Jahrhunderts nicht auszuschließen, sie wäre mit nicht abzuschätzenden Risiken verbunden.
Um gravierende Konsequenzen der globalen Erwärmung zu vermeiden, dürfen die bis 2015 bekannten und förderbaren fossilen Energiereserven nur noch teilweise genutzt werden. Soll das Zwei-Grad-Ziel mit einer Wahrscheinlichkeit von mehr als 50 % erreicht werden, dürfen im Zeitraum 2011 bis 2050 nach Daten des IPCC maximal zwischen 870 und 1.240 Gigatonnen (Milliarden Tonnen) Kohlenstoffdioxid freigesetzt werden. Umgerechnet auf die Reserven heißt dies, dass etwa ein Drittel der globalen Ölreserven, die Hälfte der Erdgasreserven und mehr als 80 % der Kohlereserven nicht verbrannt werden dürfen. Damit verbunden ist eine mögliche Wertminderung für zahlreiche Unternehmen der fossilen Energiewirtschaft, die die Förderrechte an einem Großteil dieser Reserven bereits erworben und in ihren Bilanzen als Vermögenswert eingestellt haben. Die mögliche Überbewertung von Unternehmen im Bereich der fossilen Brennstoffe wird auch als Kohlenstoffblase bezeichnet. Ebenso erfordert der Schutz des Klimas die Dekarbonisierung des Chemiesektors. Dies bedeutet, dass stofflich genutzte fossile Grundstoffe wie Erdöl ersetzt werden müssen. Alternativen zu fossilen Chemierohstoffen sind neben Biomasse synthetisch hergestellte Kohlenwasserstoffe auf der Basis von Power-to-X-Technologien wie z. B. Power-to-Gas.
Aus volkswirtschaftlicher Sicht hätte der Emissionspeak spätestens 2020 erreicht sein sollen, damit es anschließend zu einem schnellen Sinken der Emissionen hätte kommen können, da nur so ein kosteneffizienter Klimaschutz hätte erreicht werden können. Je später der Emissionspeak, desto schneller müssen die Emissionen anschließend zum Sinken gebracht werden, und desto teurer wird der Klimaschutz und desto schwieriger sind die gesteckten Ziele zu erreichen. Da bis 2030 nicht mit einem ambitionierten Klimaschutz begonnen wurde, muss der Umbau des Energiesystems nun um so radikaler und schneller erfolgen, um das Zwei-Grad-Ziel mit mindestens 50 % Wahrscheinlichkeit zu erreichen. Zugleich ergeben sich höhere Gesamtkosten, mehr stranded costs in der Branche der fossilen Energien und stärkere ökonomische Auswirkungen während des Umbauprozesses, was die politische Umsetzbarkeit eines solchen Planes fragwürdig erscheinen lässt. Zu berücksichtigen ist, dass der als klimaschutztechnischer Idealfall vorzustellende weltweite Verzicht auf fossile Brennstoffe nur mit Verzögerung zum Erfolg führt, da wegen der Trägheit des Abbaus von Treibhausgasen die Erwärmung noch Jahrzehnte nach einem Emissionsstopp weiter ansteigt. Ein wichtiges Instrument für das Erreichen der Klimaziele ist die korrekte Bepreisung der fossilen Energieträger, welche die externen Kosten bei ihrer Verbrennung internalisiert, sodass nicht weiterhin Anreize für die Nutzung oder den weiteren Ausbau von kohlenstoffintensiven Technologien, wie z. B. in Kohlekraftwerken, bestehen.
Da Energiesysteme in langlebige Infrastruktur eingebettet sind und zudem die Nutzung fossiler Energieträger tief in der Kultur der modernen Gesellschaft verankert ist, ist ein vollständiger Umstieg auf erneuerbare Energiesysteme nicht spontan umsetzbar, sondern ein auf Jahrzehnte anzulegender Prozess. Die Konzepte für die Energiewende wie auch die dafür erforderlichen Technologien sind bekannt. Politisch ist der Umstieg von einem emissionsintensiven zu einem nachhaltigen Energiesystem jedoch schwierig, da die ökonomischen Interessen der mächtigsten Industriebranchen, wie z. B. der fossilen Energie- und Stromwirtschaft, der Automobilindustrie, Agrarindustrie und Stahlindustrie, dem entgegenwirken. Allein die konventionelle Energieindustrie macht weltweit jährlich Umsätze in Höhe von mehreren Billionen US-Dollar und wirkt daher mit einer Vielzahl von Mitteln auf die Politik ein, um die Geschwindigkeit der Energiewende zu verlangsamen.
Unter ökologischen und Nachhaltigkeitsgesichtspunkten benötigen viele der dem Klimaschutz dienenden technologischen Entwicklungen – wie Solar- und Windkraftanlagen, Elektro- und Wasserstofffahrzeuge oder energieeffiziente Gebäude – steigende Mengen an knappen oder in der Gewinnung umweltbelastenden Rohstoffen. Damit diese Technologien auch künftigen Generationen noch zur Verfügung stehen, sind nachhaltige Rohstoffgewinnung und geschlossene Kreisläufe bereits bei der Produktplanung zu berücksichtigen und zu dokumentieren.

### Roadmap zur Erfüllung der Paris-Ziele
International vereinbartes Ziel der Klimaschutzpolitik ist es, den Anstieg der Erdtemperatur auf deutlich unter 2 °C gegenüber vorindustrieller Zeit zu begrenzen, wobei es angestrebt werden soll, die Erderwärmung möglichst auf 1,5 °C zu deckeln. Das hierzu geschlossene Übereinkommen von Paris trat 2016 in Kraft und wurde damit internationales Recht. In naturwissenschaftliche Begriffe übersetzt bedeutet das Abkommen, das Zwei-Grad-Ziel mit einer Wahrscheinlichkeit von mehr als 66 % einzuhalten und zugleich eine 50-%-Chance auf die Begrenzung von 1,5 °C zu erhalten. Daraus ergibt sich ein festes CO2-Budget, das heißt eine Obergrenze für Emissionen, die maximal noch freigesetzt werden dürfen. Inklusive eines kleinen Risikopuffers für klimawandelverstärkenden Rückkopplungen oder Verzögerungen beim Einsatz negativer Emissionen dürfen daher bis 2100 weltweit noch maximal 700 Milliarden Tonnen Kohlendioxid ausgestoßen werden. Auf Basis dieser Ausgangsdaten wurde 2017 in der Fachzeitschrift Science eine Roadmap mit konkreten Klimaschutzschritten publiziert, mit denen die Paris-Ziele erfüllt werden können.

#### Kohlenstoff-Gesetz
Kernelement dieser Roadmap ist ein „Kohlenstoff-Gesetz“, nach dem die weltweiten Treibhausgasemissionen spätestens im Jahr 2020 ihren Höhepunkt hätte erreichen sollen und von da an pro Jahrzehnt hätte halbiert werden müssen. Dies hätte bedeutet, dass die Emissionen von 40 Milliarden Tonnen im Jahr 2020 auf 20 Milliarden Tonnen 2030 hätten fallen müssen, auf 10 Milliarden Tonnen 2040 und auf 5 Milliarden Tonnen 2050. Diese Halbierung pro Jahrzehnt hätte eine fast vollständige Dekarbonisierung der Weltwirtschaft bis spätestens 2050 erforderlich gemacht und hätte für alle Staaten weltweit wie auch für alle Wirtschaftssektoren inklusive Landnutzung gleichermaßen gegolten. Parallel hätte der Anteil von kohlendioxidfreien Energiequellen alle 5 bis 7 Jahre verdoppelt werden müssen, was der historischen Entwicklung der erneuerbaren Energien im vergangenen Jahrzehnt (Verdopplung alle 5,4 Jahre) entsprochen hätte.

#### 2017–2020
Zwischen 2017 und 2020 hätten nach dieser Roadmap grundlegende Entscheidungen getroffen werden müssen, sog. No-brainer (Selbstverständlichkeiten), die sich aus den damaligen Zielen praktisch von selbst ergeben. Hierzu zählt die Schaffung politischer Rahmenbedingungen für ambitionierte Klimaschutzmaßnahmen wie die Auflegung wirksamer Fördermechanismen für erneuerbare Energien, die Einführung eines Mindestpreises im Europäischen Emissionshandel von mindestens 50 $/Tonne, die Umgestaltung der Klimarahmenkonvention der Vereinten Nationen zu einer Vorreiterorganisation in Sachen Klimaschutz sowie die Abschaffung von Subventionen für fossile Energien (damals etwa 500 bis 600 Milliarden Dollar jährlich) bis spätestens 2020. Weitere damals erforderliche Maßnahmen wären gewesen die Aufgabe von Kohlekraftwerk-Neubauten ohne CCS-Technik, die Einführung von Dekarbonisierungszielen in Unternehmen und Städten und die Einführung klimaschonenderer Produktionsweisen in der Landwirtschaft.

#### 2020–2030
Zwischen 2020 und 2030 hätten die oben dargestellten Maßnahmen fortgesetzt werden und weiter ergänzt werden müssen. Als wichtig erachtete man die Steigerung der Energieeffizienz, die in manchen Bereichen in Industrie und Haushalt Energieeinsparungen von 40 bis 50 % ermöglicht hätte. Die bestehenden Emissionshandelssysteme hätten ausgebaut werden müssen, sodass sie alle Treibhausgasemissionen weltweit erfassen; zudem hätte auch dort ein Mindestpreis von 50 $/Tonne eingeführt werden müssen. Zudem muss der Kohleausstieg bis etwa 2030 vollzogen werden und bis spätestens 2030 das Ende von Verbrennungsmotoren in neuen Autos beschlossen sein, um weitere Investitionen in fossile Energien zu verhindern. Ebenfalls sehr wichtig ist in diesem Jahrzehnt die Erforschung von energieeffizienten industriellen Produktionstechniken, Batterien, Energiespeichern, Intelligenten Stromnetzen, alternative Treibstoffe für Flugzeuge und der CCS-Technik. Zudem wird die Realisierung negativer Emissionen bedeutsam, unter anderem durch die Aufforstung degradierter Böden sowie den Aufbau von BECCS-Kraftwerken und Anlagen zur direkten Gewinnung und Abscheidung von Kohlendioxid aus der Umgebungsluft (DACCS). Bis Ende des Jahrzehnts sollen so 100 bis 500 Millionen Tonnen negativer Emissionen jährlich realisiert werden. Abscheidung erfordert freilich Endlager für ähnliche Mengen von Kohlenstoff, wie aus der Erde geholt werden, gleichgültig, in welcher Modifikation oder chemischen Verbindung.
In den ersten vier Jahren dieses Jahrzehnts, bis Ende 2023, wurden aber nur kleine Veränderungen umgesetzt. 

#### 2030–2040
Zwischen 2030 und 2040 sollen erste Staaten wie Norwegen, Dänemark und Schweden per Sektorenkopplung vollständig elektrifiziert und dekarbonisiert sein. PKWs mit Verbrennungsmotoren müssen während des Jahrzehnts weitgehend durch Elektroautos ersetzt werden, der Flugverkehr auf alternative Treibstoffe wie E-Fuels, Biotreibstoffe oder Wasserstoff umgestellt werden und der weltweite Ölausstieg bis ca. 2040 erfolgen. Zudem müssen Neubauten ab 2030 kohlendioxidneutral sein. Bisher treibhausgasintensive Baustoffe wie Stahl oder Beton müssen entweder durch veränderte Produktionstechnik kohlendioxidneutral hergestellt werden oder durch fürs Klima unschädliche Baustoffe wie Holz, Stein oder Kohlenstofffaserwerkstoffe ersetzt werden. BECCS-Kraftwerke müssen ausgebaut werden und der Erdatmosphäre pro Jahr ca. 1–2 Mrd. Tonnen Kohlendioxid entziehen.

Diese Abbildung zeigt die Raten, mit denen die weltweiten CO_{2}-Emissionen nach 2024 sinken müssen, um den globalen Temperaturanstieg auf 1,5, 1,7 oder 2,0 Grad Celsius zu begrenzen, ohne auf Netto-Negativemissionen angewiesen zu sein.

#### 2040–2050
Zwischen 2040 und 2050 muss die Welt weitgehend durch erneuerbare Energien versorgt werden. Sporadisch können noch mit fossilem Erdgas betriebene Gaskraftwerke mit CCS-Technik als Backup zum Einsatz kommen, in manchen Staaten evtl. auch Kernkraftwerke. Anfang der 2040er Jahre sollten alle großen europäischen Staaten annähernd treibhausgasneutral sein, während die meisten Staaten in Amerika, Asien und Afrika dieses Ziel bis Ende des Jahrzehntes erreichen müssten.

#### BECCS-Kraftwerke
Bis 2050 sollten BECCS-Kraftwerke mindestens 5 Mrd. Tonnen Kohlendioxid pro Jahr aus der Atmosphäre ziehen, sodass die Welt dann netto treibhausgasneutral wäre. Ebenfalls denkbar war eine Reduzierung von oder ein gänzlicher Verzicht auf BECCS-Anlagen. Dies wäre aber nur unter der Voraussetzung möglich gewesen, wenn die oben genannten Klimaschutzmaßnahmen zwischen 2020 und 2030 deutlich schneller umgesetzt worden wären, als in dieser Roadmap beschrieben. Auch in diesem Fall wären aber weiterhin DACCS-Anlagen benötigt worden.
In der Forschung ist umstritten, ob und inwiefern BECCS-Anlagen in der Lage sein werden, große Mengen negativer Emissionen zu realisieren. Mit Stand 2017 ist die Marktreife von Negativ-Emissions-Technologien nicht absehbar, zudem sind sie aller Wahrscheinlichkeit nach mit hohen Kosten und schwer zu berechnenden negativen ökologischen Auswirkungen verbunden. Der Sachverständigenrat für Umweltfragen empfahl daher, beim Klimaschutzfahrplan eine Strategie zu wählen, die es ermöglicht, die Ziele auch ohne negative Emissionen oder sonstige Geoengineering-Maßnahmen zu erreichen.
Ohne negative Emissionen muss die Energiewende bis etwa 2040 abgeschlossen sein.

### Vermeidung von Pfadabhängigkeiten
Ein wichtiger Faktor, um das Zwei-Grad-Ziel zu erreichen, ist die Vermeidung von Pfadabhängigkeiten, die den Umstieg von fossilen auf emissionsneutrale Energiesysteme erschweren. Hierzu zählt beispielsweise der sogenannte carbon-lock-in, das heißt die Trägheit, die von einem fossilen Energiesystem ausgeht und die Transformation zu einem klimaneutralen Energiesystem hemmt. Vermieden werden könnte dieser Effekt gerade von Entwicklungsländern, die noch am Anfang der Industrialisierung stehen, indem sie von Anfang an ein erneuerbares Energiesystem aufbauen, statt zuerst auf fossile Energietechnologien zu setzen. Das ist aber nur möglich, wenn die Entwicklungsländer von den Industrieländern mit entsprechenden Finanzmitteln ausstatten (incl. grundsätzlicher Veränderungen im Kapitalmarkt), den notwendigen Technologietransfer leisten und die Bevölkerung entsprechend schnell qualifiziert. 
Von großer Bedeutung für eine wirksame Klimapolitik ist zudem ein langfristiger Planungshorizont, der nicht nur auf die nächsten 10 bis 15 Jahre abzielt, sondern den gesamten Zeitraum bis etwa 2050–2070 einschließt, d. h. bis zur vollständigen Emissionsfreiheit des Energiesystems. Dem entgegen stehen langfristige Interessen der Fossilindustrie, kurzfristige Karriere-Interessen der Manager und kurze Amtsperioden von Politikern und von konkurrierenden Parteien.  Kurzfristige Klimaschutzstrategien hingegen könnten dazu führen, dass auf kurze Sicht günstige Klimaschutzmaßnahmen ergriffen werden, die jedoch aufgrund von Pfadabhängigkeiten dazu führen, dass es im weiteren Verlauf schwerer bis unmöglich ist, die Dekarbonisierung rechtzeitig zu erreichen.
Ein derartiger Effekt liegt z. B. beim Umstieg von Kohlekraftwerken auf emissionsärmere Gaskraftwerke oder bei der Effizienzsteigerung von Kraftfahrzeugen mit herkömmlichen Verbrennungsmotor vor. Eine solche Politik, die von vielen Staaten verfolgt wird, könnte zwar bis 2030 etwa ein Drittel der Treibhausgasemissionen einsparen, würde aber zugleich die Rolle von fossilen Energieträgern zementieren, womit weitere Emissionsreduktionen nur noch schwer und in langsamer Geschwindigkeit möglich wären. Alternativ könnte der Umstieg von Kohle auf CO2-freie Energien und Elektromobilität zunächst weniger schnell verlaufen als im obigen Szenario und kurzfristig auch teurer sein. Allerdings würde diese Vorgehensweise direkt zu einem treibhausgasneutralen Energiesystem führen, ohne dass es zu Pfadabhängigkeiten käme. Zwar hätte der Umstieg auf Elektromobilität zunächst nur geringe Emissionseinsparungen zur Folge, solange der Strom aus fossilen Kraftwerken stammt; mit zunehmendem Anteil CO2-freier Energien würden die Emissionen des Verkehrssektors aber entsprechend sinken.

### Problembeschreibung in Wissenschaft und Politik
Den unterschiedlichen Betrachtungsweisen und praktischen Schlussfolgerungen zum Klimawandel in Wissenschaft und Politik ging ein Zeit-Dossier im Juni 2019 nach. Darin wird unter anderem herausgestellt, dass die wissenschaftliche Klimaforschung ständig damit befasst sei, Widersprüche aufzulösen, um zu eindeutigen Ergebnissen zu kommen, während es Politikern auch logisch erscheinen könne, wenn Reden, Entscheiden und Handeln auseinanderfielen. Andererseits sei auf wissenschaftlicher Seite erklärungsbedürftig, dass man hinsichtlich des politischen Handlungsbedarfs nun schon über ein Vierteljahrhundert an dem „Fünf-vor-zwölf“-Bild festhält, während der fortlaufende Anstieg der weltweiten Kohlendioxidemissionen seit Anfang der 1990er Jahre jener Kurve entspricht, die Klimaforscher seinerzeit für den Fall vorsahen, dass nichts zur Emissionssenkung unternommen würde.
Auflösen lässt sich der so skizzierte Widerspruch nur in den Szenarien, die für künftige CO2-Senken entworfen werden. Der am Sonderbericht des Weltklimarats beteiligte Physiker Andreas Oschlies beschrieb im Januar 2019 unter anderem ein Modell, das die Einhaltung der in Paris beschlossenen 1,5 °C-Grenze für den Anstieg der Erdmitteltemperatur beinhaltete. Demnach müsste die Menschheit dem Kampf gegen den Klimawandel alles andere unterordnen und aus der Kohlenutzung sofort aussteigen. Verbleibende Emissionen beispielsweise durch Flugverkehr, Wohngebäudeheizung oder Zementherstellung müssten kompensiert werden, etwa durch jährliche Waldpflanzungen, die rund der halben Fläche Deutschlands entsprächen – Jahr für Jahr bis zum Ende des Jahrhunderts. „Gleichzeitig wäre der Energiebedarf der Welt weiterhin so groß, dass er von Windrädern und Solaranlagen allein nicht gedeckt werden kann. Um diese Lücke klimaneutral zu schließen, müssten jedes Jahr 25 Atomkraftwerke gebaut werden. Andernfalls bliebe der Temperaturanstieg nicht bei 1,5 Grad.“
Alternativ sind diverse Spielarten des Climate-Engineering in der Diskussion, darunter auch forcierte Arten der CO2-bindenden Gesteinsverwitterung, indem man Felsgestein zerkleinert und nach großflächiger Verteilung verwittern lässt. Zur Kompensation der gegenwärtigen jährlichen Emissionen bedürfte es diesem Szenario nach der Zertrümmerung eines Matterhorn-Äquivalents, und zwar zweimal pro Jahr. Techniken für solche Größenordnungen existieren noch gar nicht, heißt es im Zeit-Dossier, müssten aber in spätestens 10 Jahren einsatzbereit sein, um die Pariser Grenzwerte einhalten zu können.
Für Oliver Geden von der Stiftung Wissenschaft und Politik in Berlin besteht hinsichtlich der unzureichenden Bevölkerungsaufklärung über den tatsächlichen Stand in Fragen des Klimawandels zwischen Politik und Wissenschaft „eine Art Arbeitsbündnis, in dem keiner die Verantwortung dafür übernehmen will, die globalen Klimaziele für gescheitert zu erklären.“ Die Politik könne kein Klimaziel verfolgen, das die Wissenschaft für unerreichbar erklärt habe; die Wissenschaft andererseits scheue davor zurück, ein bestimmtes Klimaziel wieder abzuräumen, um die Politik nicht zu noch weniger ehrgeizigen Klimazielen einzuladen.
Gerald Haug, Klimawissenschaftler und amtierender Präsident der Nationalen Akademie der Wissenschaften Leopoldina, äußerte im Oktober 2021 im Spiegel-Gespräch Zweifel daran, dass das in Paris 2015 anvisierte 1,5-Grad-Ziel überhaupt noch erreicht werden kann. Addiere man zu den bereits vorliegenden 1,2 Grad Temperaturzuwachs gegenüber dem vorindustriellen Niveau die ca. 0,35 Grad, die der kühlende Effekt der Luftverschmutzung durch Aerosole bewirke, dann wären die 1,5 Grad bereits gegenwärtig überschritten. „Wenn wir diese Abgase auf dem Weg in die Klimaneutralität bei sauberer Luft vermeiden, dann fällt dieser kühlende Effekt weg.“ Als Wissenschaftler halte er eher das Zwei-Grad-Ziel für einhaltbar. Dafür bedürfe es aber eines von den großen CO2-Produzenten vereinbarten globalen CO2-Preises. Nötig sei speziell die Handlungsfähigkeit zwischen Europa, den USA und China.
Probleme und Chancen, Menschen für den dringlich nötigen Klimaschutz von der Erkenntnis zum Handeln zu bringen, reflektiert Armin Falk. Auf eine intrinsische Motivation zu individuellen Beiträgen sei mehrheitlich nicht zu rechnen: Als Einzelne sind Menschen erfahrungsgemäß zur Kooperation nur bereit, wenn das in ihrer Umgebung allgemein der Fall ist. Je größer aber die zur Kooperation angehaltene Gruppe – hier die gesamte Menschheit –, desto schwieriger sei dauerhaftes Kooperieren. Experimente zeigen laut Falk auch, dass eine erst in der Zukunft wirksame Eigenleistung wie der eigene Klimaschutzbeitrag weniger motiviert als ein unmittelbar belohntes Handeln. Es bedürfe deshalb der Herausbildung sozialer Normen – wie beim Verbot des Rauchens in öffentlichen Räumen –, um zu der nötigen Breitenwirkung zu gelangen. Doch immerhin kommt der Nutzen eines jeden individuellen Klimaschutzbeitrags jedem der rund 7,5 Milliarden Menschen weltweit zugute.
Jens Soentgen fordert angesichts der seit mehr als drei Jahrzehnten im Ergebnis erfolglosen globalen Klimaschutzpolitik eine Neuausrichtung: Es gelte vor allem, das Vertrauen in eine Umwelt- und Klimapolitik aufrechtzuerhalten, die auf regionaler und lokaler Ebene für die Bürgerinnen und Bürger „erkennbaren und spürbaren ökologischen Nutzen stiftet, und zwar noch zu deren Lebzeiten.“ Vorrang hat für Soentgen deshalb die Biodiversitätsstrategie: der ökologische Wiederaufbau der Artenvielfalt und der Biotope. Die Klimapolitik sei darauf zu beziehen, „denn nur so erhalten wir eine konsistente Umweltpolitik, die Ziele setzt, die auch umsetzbar sind.“ Man könne beispielsweise Moore und Auwälder wieder vernässen und schaffe so nicht nur wertvolle Biotope, sondern speichere zugleich CO2. „Wir können Freiflächen-Fotovoltaik-Anlagen so bauen und pflegen, dass zugleich ökologisch wertvolle Wiesenbiotope entstehen. […] Das wären Ziele die erreichbar sind und das Gefühl der Ohnmacht überwinden, das jede demokratische Politik zerstört.“

## Klimaschutz in einzelnen Sektoren

### Energieerzeugung
Für mehr Klimaschutz bei der Energieerzeugung lässt sich in verschiedener Hinsicht sorgen:
1. vor allem durch den Ausbau und die Nutzung der erneuerbaren Energien ohne Treibhausgasemissionen, die allein als gefahrloses Klimaschutzinstrument gelten;
2. während eines Übergangsstadiums zum anderen durch Effizienzsteigerung und Emissionsminderung herkömmlicher, mit fossiler Energie betriebener Kraftwerke;
3. durch die Erzeugung von Atomenergie unter Inkaufnahme der bekannten Langzeitrisiken.

Laut der im April 2019 veröffentlichten Studie der Energy Watch Group und einer Forschergruppe an der Technischen Universität Lappeenranta ist die Deckelung der Erderwärmung bei 1,5 °C Zunahme möglich, indem die Energiegewinnung bis spätestens 2050 weltweit vollständig auf regenerative Energiequellen umgestellt wird. Dies sei durch eine Verfünffachung der entsprechenden Stromerzeugung (dem Szenario nach insgesamt zu 69 Prozent aus Solarenergie, zu 18 Prozent aus Windkraft, zu sechs Prozent aus Biomasse und Abfallverwertung, zu drei Prozent aus Wasserkraft und zu je zwei Prozent aus Geothermie und sonstigen nichtfossilen Energieträgern) tatsächlich machbar. An der außerordentlich umfangreichen Datenbasis soll viereinhalb Jahre gearbeitet worden sein. Dabei wurde die Welt in 145 Regionen aufgeteilt, für die man jeweils unter anderem Wind- und Wetterverhältnisse sowie Wasservorkommen und Infrastruktur erhob. Ein Hochleistungscomputer habe den möglichen Energiemix für jede der Regionen errechnet mit dem Ergebnis, dass bis zum Zieldatum in allen Regionen der Erde die gesamte Energie zu hundert Prozent aus erneuerbaren Quellen zu gewinnen sei.

#### Nutzung erneuerbarer Energien

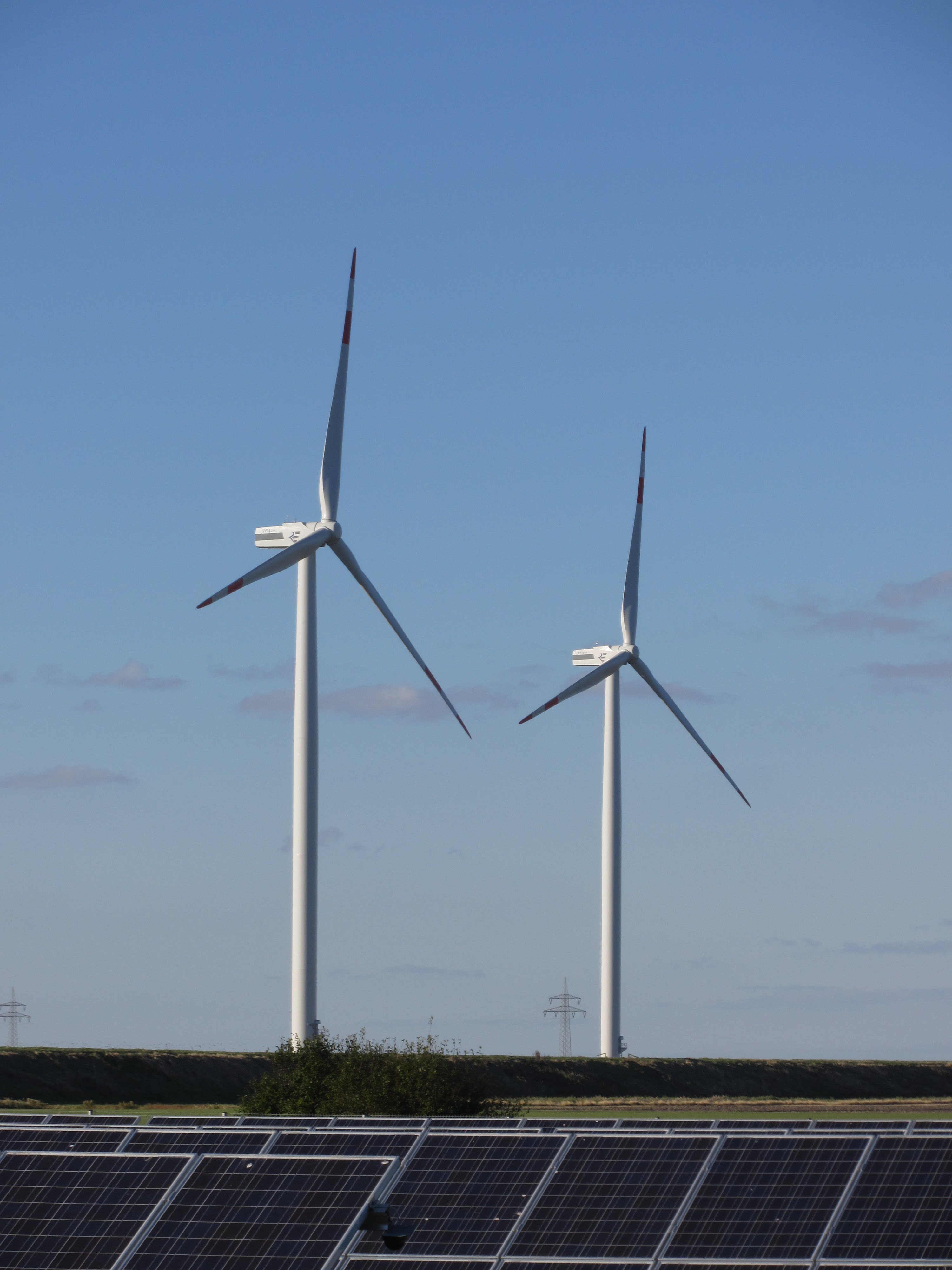
Windkraftanlagen und Photovoltaiksysteme sind die regenerativen Technologien mit dem größten Potenzial und gelten als große Hoffnungsträger im Klimaschutz.

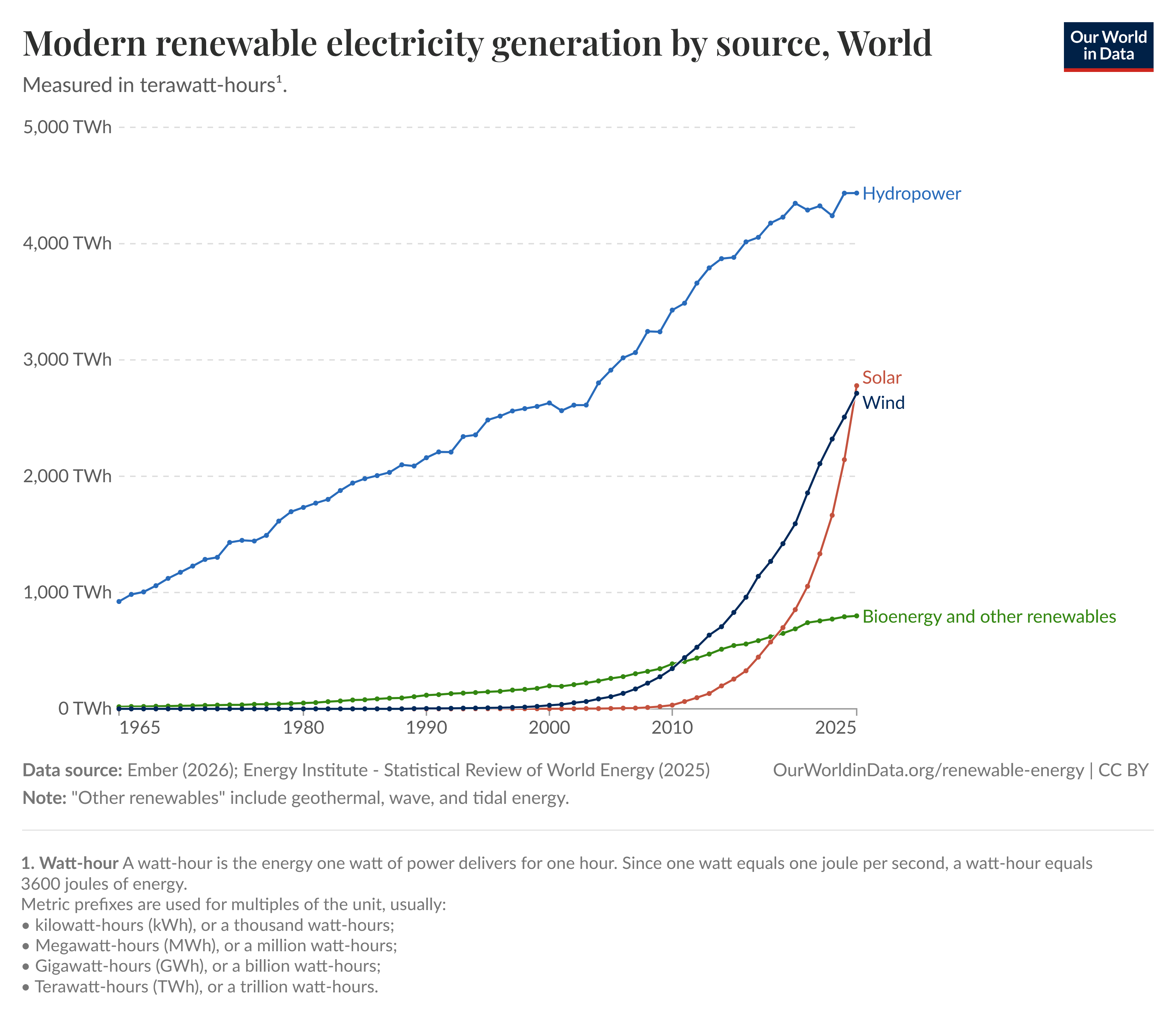
Weltweite Entwicklung der erneuerbaren Energien.

Die Nutzung fossiler Brennstoffe zur Energieerzeugung leistet einen wesentlichen Beitrag zur Anreicherung von CO2 in der Atmosphäre. Daher wird aus Gründen des Klimaschutzes ein Umstieg auf CO2-freie oder -arme Energieträger angestrebt. Da nur erneuerbare Energien in der Lage sind, auch langfristig ein nachhaltiges Energiesystem zu ermöglichen, wird den erneuerbaren Energien häufig eine Schlüsselrolle für den Klimaschutz eingeräumt. Auch diese Energiequellen sind nicht völlig CO2-frei (zum Beispiel wird auch beim Bau der Kraftwerke oder bei der Gewinnung der organischen Brennstoffe Energie verbraucht). Sie ermöglichen jedoch eine weitgehende Reduktion der CO2-Freisetzung. Mit einem mittleren Kohlenstoffdioxidäquivalent von 9,4 g CO2/kWh von Windkraftanlagen, 11,6 g CO2/kWh von Wasserkraftwerken und 29,2 g CO2/kWh von Photovoltaikanlagen liegen erneuerbare Energieträger aber nur bei einem Bruchteil der Emissionen von fossilen Kraftwerken. Beispielsweise stoßen GuD-Gaskraftwerke ca. 350 bis 400 g CO2 und Steinkohlekraftwerke etwa 750 bis 1050 g CO2 pro kWh aus.
Erneuerbare Energien lassen sich sowohl dezentral nutzen als auch zentral. Zu den dezentralen Nutzungen zählt z. B. der Bau von Photovoltaikanlagen und Solarkollektoren zur Wärmegewinnung auf Hausdächern, der Bau von (Onshore)-Windparks in Verbrauchernähe sowie der Großteil der Biomasseanlagen zur Strom- und Wärmegewinnung. Großtechnische zentrale Nutzungen sind z. B. der Bau von Offshore-Windparks oder bisher noch nicht realisierte Konzepte zur Sonnen- und Windenergienutzung in den Wüstengegenden Nordafrikas und Asiens wie „Desertec“ oder „Gobitec“.
Eine vollständig regenerative Energieversorgung weltweit wird theoretisch bis zum Jahr 2050 als technisch realisierbar angesehen. Auch eine völlig kohlendioxidfreie, nur auf Wind, Wasser und Strom (WWS) basierende Energieversorgung ist möglich.
Nach Angaben des Allianz Climate & Energy Monitor 2016 laufen die G20-Länder Gefahr, ihre bei der UN-Klimakonferenz in Paris 2015 vereinbarten Klimaziele zu verfehlen. Verantwortlich dafür ist eine wachsende Lücke zwischen den aktuellen Investitionen in erneuerbare Energien und dem zukünftigen Bedarf. So benötigen die G20-Länder Investitionen in Höhe von rund 710 Milliarden US-Dollar jährlich bis 2035, um die Klimaziele zu erfüllen. Die für Investoren attraktivsten Länder sind Deutschland, Großbritannien, Frankreich und China.
Laut einem Expertenbericht, der 2014 im Auftrag des UN-Generalsekretärs veröffentlicht wurde, macht der rapide Preisverfall bei Wind- und Solarenergie erneuerbare Energien auch gegenüber Energie aus Kohle in vielen Regionen der Welt konkurrenzfähig. So könnte schon in den nächsten 15 Jahren mehr als die Hälfte der weltweiten Stromerzeugung aus regenerativen Quellen stammen. Aufgrund des technologischen Fortschritts könnten Regierungen und Unternehmen gleichzeitig Wirtschaftswachstum, Klimaschutz und Energieeinsparungen verwirklichen. Investitionen in emissionsarme Technologien brächten nachhaltiges Wachstum und schützten vor negativen Auswirkungen der Erderwärmung, so der Bericht.
Erneuerbare Energien werden weltweit stark ausgebaut. Die Ausbauraten finden sich in den Artikeln Windenergie, Photovoltaik, Wasserkraft und Bioenergie. In Deutschland wurden durch Erneuerbare Energien im Jahr 2014 rund 151 Millionen Tonnen Kohlendioxid-Äquivalente eingespart, davon 110 Millionen Tonnen im Stromsektor. Dies entspricht mehr als 15 Prozent der insgesamt ausgestoßenen Treibhausgase.
Eine bedeutsamer regenerativer Energieträger ist ebenfalls die Biomasse in Form der Bioenergie. Bei der Nutzung der Biomasse (Kurzumtriebsplantagenholznutzung) als Energieträger muss allerdings der potentiell problematische Nutzungskonflikt zwischen Nahrungs- und Futtermitteln sowie für die Gewinnung von natürlichen Rohstoffen berücksichtigt werden. Die wirtschaftlich interessante Umwandlung von Urwald in Ölpalmenplantagen, wie z. T. in manchen südamerikanischen und südostasiatischen Staaten der Fall, ist auch klimapolitisch kontraproduktiv. Biomasse ist nur dann klimaneutral, wenn nicht mehr Biomasse entnommen wird, als nachwachsen kann.
Im März 2023 hat die Nationale Akademie der Wissenschaften Leopoldina die Bundesregierung mit einem Diskussionspapier zu einem rascheren Handeln beim Umbau der Energieversorgung aufgerufen.

#### Effizientere Kraftwerke

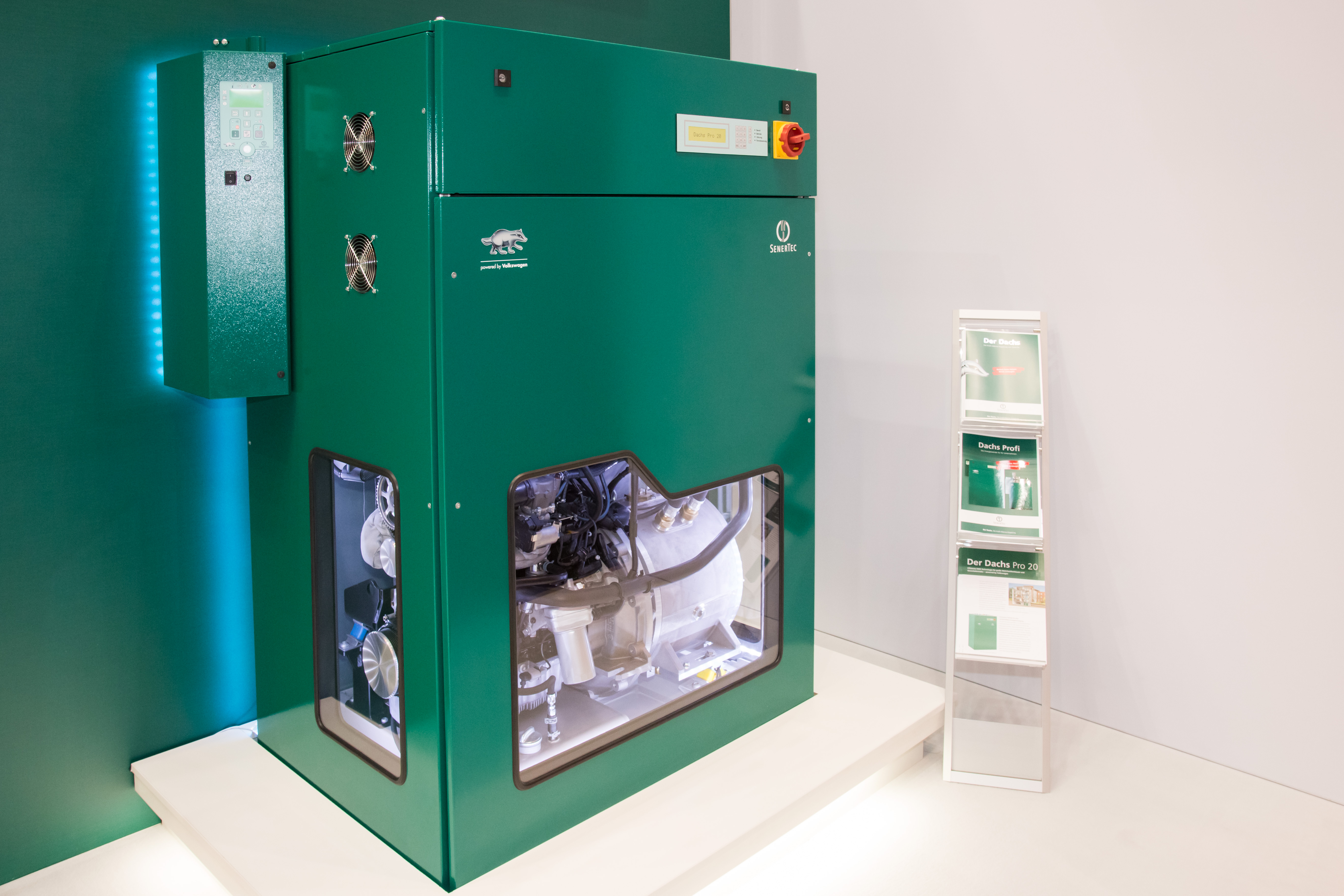
Mini-BHKW in gekapselter Bauform

Eine andere Möglichkeit liegt in der Erhöhung der Energieeffizienz von bestehenden Kraftwerken, die mit fossilen Brennstoffen betrieben werden, besonders in Ländern mit großen Ineffizienzen wie beispielsweise China. Dort werden Kraftwerke genutzt, deren Effizienz deutlich unter dem Stand der Technik liegt. Auch der Umstieg auf Blockheizkraftwerke kann einen wesentlichen Beitrag zur sparsamen Energieerzeugung leisten. Sie setzen das Prinzip der Kraft-Wärme-Kopplung um und erzielen damit einen höheren Nutzungsgrad als nur zur Stromerzeugung eingesetzte Kraftwerke.
Der Umstieg von der Kohleverstromung auf die Erdgasnutzung erbringt eine Emissionsreduktion, da Gaskraftwerke bei gleicher Leistung im Betrieb weniger Treibhausgase produzieren als Kohlekraftwerke. Problematisch sind jedoch Erdgasverluste während Förderung und Transport, weil Methan als Hauptbestandteil von Erdgas ein starkes Treibhausgas ist, das um ein Vielfaches stärker wirkt als Kohlenstoffdioxid. Bei hohen Gasverlusten ist es darum möglich, dass Gaskraftwerke in einer ganzheitlichen Betrachtung eine schlechtere Klimabilanz haben können als Kohlekraftwerke. Christian von Hirschhausen warnt vor dem Narrativ des „sauberen Erdgases“ als Brückenenergieträger: „Erdgas ist nicht sauberer, sondern ist die Kohle von gestern und gehört daher aus dem Energiesystem entfernt.“
Generell ist zu berücksichtigen, dass Wirkungsgradsteigerungen von konventionellen Kraftwerken auf der Basis von Kohle und Gas nur ein begrenztes Klimaschutzpotential haben. Sollte der Umstieg auf die Brückentechnologie Gas den Ausbau von klimafreundlichen Alternativen verzögern, besteht die Gefahr, dass die globale Erwärmung sogar noch verstärkt wird.

#### Kernenergie
Mit Kernenergie kann Strom und Wärme ohne direkte Emission von klimaschädlichen Gasen erzeugt werden. Aufgrund der Grundlastfähigkeit ergibt sich im Vergleich zur volatilen Windenergie und Photovoltaik eine Eignung als direktes Substitut für fossile Kraftwerke. Auf der COP28 wurde die Kernenergie als eine der Lösungen gegen den Klimawandel anerkannt. Im Jahr 2013 lieferte die Kernenergie 10,8 % des Weltstrombedarfs, während der Anteil am globalen Endenergieverbrauch bei unter 2,5 % liegt.
Der als Beitrag zum Klimaschutz diskutierte Einsatz der Kernenergie ist umstritten. Im Vordergrund der Kritik stehen die allgemeinen Probleme der Kernenergie, vor allem die Risiken von möglichen Störfällen, bei denen Radioaktivität freigesetzt wird, und die langfristige Lagerung des radioaktiven Abfalls. Kritisiert wird außerdem, dass auch mit der Gewinnung, der Anreicherung und dem Transport des Urans ein Ausstoß von Kohlendioxid verbunden ist. Mit 9–70 g CO2/kWh liegen die CO2-Emissionen von Kernkraftwerken höher als bei Windkraft-, Solarthermie- und Wasserkraftwerken, jedoch auf ähnlichem Niveau wie Photovoltaikanlagen und deutlich niedriger als bei allen fossilen Kraftwerken einschließlich Kohlekraftwerke mit CO2-Abscheidung und -Speicherung. In Deutschland waren 2015 noch acht Kernkraftwerke mit einer elektrischen Leistung von ca. 11.000 MW in Betrieb. Diese wurden gestuft bis Mitte April 2023 abgeschaltet.
Unter der hypothetischen Annahme, dass zwecks Dekarbonisierung des Energiewesens bis 2030 der gesamte erwartete Energiebedarf der Erde mittels Kernenergie gedeckt würde, müssten weltweit ca. 15.800 Reaktoren mit einer Leistung von jeweils 850 MW errichtet werden. Im Vergleich zu einer Kombination von 3,8 Millionen Windkraftanlagen, 49.000 Solarwärmekraftwerken, 40.000 Photovaltaik-Kraftwerken, 1,7 Milliarden Solardächern, 5350 Geothermieanlagen, 900 Wasserkraftwerken, Wellenkraftwerken mit 720.000 Schwimmkörpern und 490.000 Gezeitenkraftwerken bei ausschließlicher Verwendung von Wind, Wasser und Sonne. Sollte hingegen nur 5 % des Weltenergiebedarfs durch Kernenergie geliefert werden, so müsste die Zahl der Reaktoren gegenüber dem Stand 2010 verdoppelt werden.
Im Gegensatz zu Kernkraftwerken, die Strom aus Kernspaltung erzeugen, sollen Kernfusionsreaktoren die Kernfusion nutzen, werden aber voraussichtlich nicht vor 2050 marktreif sein, so dass sie für den Klimaschutz bis dahin keine Rolle spielen.
Eine Studie der Scientists for Future zu Kernenergie und Klima vom Oktober 2021 kam zu dem Ergebnis, dass zur Lösung der Klimakrise die Kernenergie nicht beitragen könne, da sie zu langsam ausbaufähig, zu teuer und zu risikoreich sei. Zudem behindere sie strukturell den Ausbau der Erneuerbaren Energien, die gegenüber der Kernkraft schneller verfügbar, kostengünstiger und ungefährlich seien. Dagegen forderten mehrere Dutzend Wissenschaftler, Journalisten und Aktivisten in einem offenen Brief in der Welt, dass Deutschland den Kohleausstieg vorziehen und den für 2022 beschlossenen endgültigen Atomausstieg verschieben solle. Aufgrund der Verzögerungen beim Ausbau erneuerbarer Energien und beim Bau der Stromtrassen für Windenergie (Südostlink und Suedlink) würde der vorgezogene Atomausstieg andernfalls in den Folgejahren unweigerlich zu rund 60 Millionen Tonnen zusätzlichen Kohlenstoffemissionen pro Jahr führen. Außerdem begünstige der steile Anstieg der Erdgaspreise die Verbrennung von Kohle.
Wegen des russischen Überfalls auf die Ukraine und der darauffolgenden Energieknappheit setzte Bundeskanzler Olaf Scholz am 17. Oktober 2022 den Weiterbetrieb der drei letzten am Stromnetz verbliebenen deutschen Atomkraftwerke bis zum 15. April 2023 fest. Zu diesem Datum wurden die letzten Meiler abgeschaltet.

### Maßnahmen zur CO2-Reduktion auf Verbraucherseite

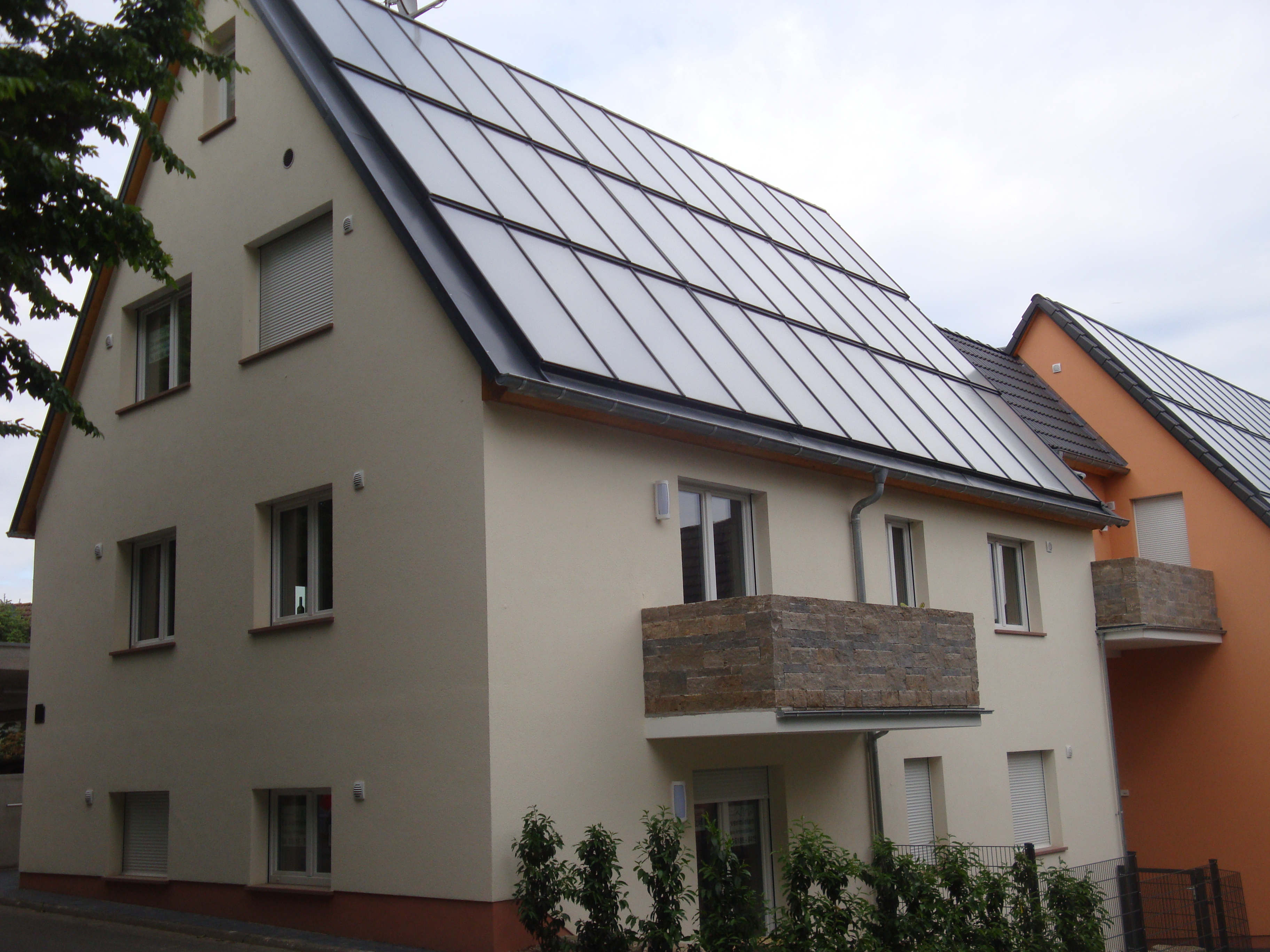
Weitgehend mit Solarthermie beheiztes Sonnenhaus in Bayern

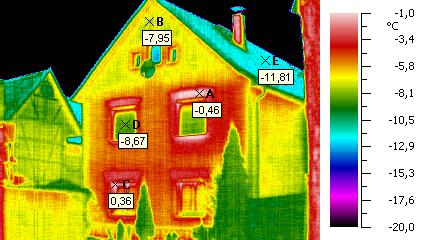
Wärmeabstrahlung einer schlecht gedämmten Außenwand

In Deutschland waren Privathaushalte durch Heizen, Stromverbrauch und Individualverkehr für etwa 15 Prozent der klimaschädlichen Emissionen und rund 28 Prozent des Endenergieverbrauchs verantwortlich (entspricht 723 Milliarden kWh, Stand: 2013). Dabei entfielen 69 Prozent auf Heizung, 15 Prozent auf Warmwasser, sechs Prozent auf Kochen, vier Prozent auf Kühlen, vier Prozent auf Informations- und Kommunikationstechnologien und zwei Prozent auf Beleuchtung. Eine Steigerung der Energieeffizienz bedeutet „mehr Output pro Input“ oder „weniger Input für einen konstanten Output“. Letzteres bedeutet Energieeinsparung.
Für eine höhere Energieeffizienz in Haushalt, Gewerbe und Verkehr gibt es zahlreiche technische Lösungen:
- Gute Dämmung der Gebäudehülle (Dach, Fassaden, Fenster, Kellerdecke) und Einsatz von energieeffizienten Brennwertgeräten oder Wärmepumpen[66] führt zum Niedrigenergiehaus oder zum KfW-geförderten Passivhaus. Zum Beispiel könnte (Stand 2007/8) die Stadt Freiburg im Breisgau durch gute Isolation der Wohngebäude 58 Prozent der CO2-Emissionen vermeiden.[67] Zu den in der praktischen Umsetzung erfolgreichsten europäischen Kommunen gehört die Stadt Delitzsch. Dort konnte zwischen 1990 und 2007 die Kohlendioxidemission um 60 Prozent gesenkt, der Endenergieeinsatz um 22 Prozent und der Primärenergieeinsatz um 24 Prozent reduziert werden.[68]
- Passivhäuser ermöglichen bereits heute eine Reduktion des Energieverbrauchs in Haushalten um bis zu 80 %; für Fabrikgebäude sind ähnliche Konzepte verfügbar (vgl. BINE). Moderne Duschbrausen können den Duschwasserverbrauch um bis zu 50 % senken, sodass weniger Wasser erhitzt werden muss.
- Die Nutzung von erneuerbaren Energien ist im Idealfall CO2-neutral.
- Im Bereich Verkehr: Reduzierung des Transportbedarfs, effizientere Verkehrsmittel. Außerdem gibt es alternative Treibstoffe wie Biodiesel, Pflanzenöl, Bioethanol – deren Nutzung aufgrund teilweise erheblicher Umweltschäden jedoch umstritten ist.
- Die öffentliche Hand kann durch eine kleinteilige Stadtplanung und Raumplanung Wegezwänge verringern. Mit dem Angebot von öffentlichen Fahrrädern versuchen mehrere Städte, das Fahrrad für kurze Entfernungen attraktiver zu machen. Ein attraktiver öffentlicher Verkehr kann den Zwang zum Kraftfahrzeug reduzieren. Energiesparende Fahrzeuge können gefördert werden.
- Organisationen wie KlimaInvest,[69] atmosfair oder myclimate ermöglichen Ausgleichszahlungen für mutmaßliche Klimaschädigungen z. B. durch Flugreisen. Mit den freiwilligen Abgaben werden Klimaschutzprojekte gefördert.
- Konsumenten können ihr eigenes klimaschädliches Verhalten als Gesamtbilanz erfassen und optimieren. Verschiedene Institutionen haben CO2-Rechner online gestellt. Hierdurch kann man quantifizieren, wie viel CO2 eine konkrete Verhaltensänderung spart oder zusätzlich verursacht.

Man kann die CO2-Einsparung mit dem individuellen Aufwand (Zeit und Geld) abgleichen und ebenso eine zusätzliche CO2-Emission mit dem zusätzlichen Nutzen (Zeit und Geld).

#### Maßnahmen im Verkehr

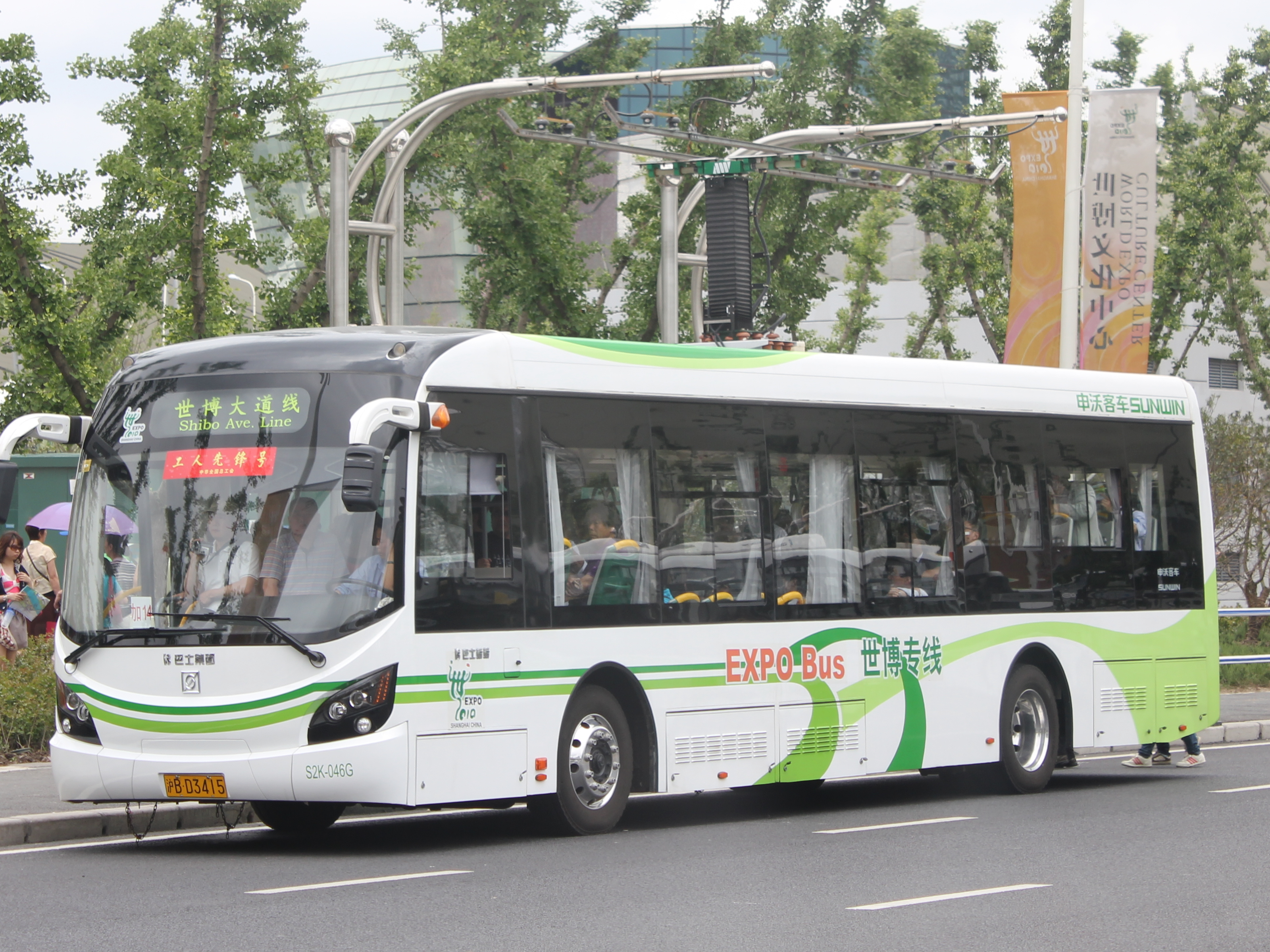
Batteriebus des Typs BYD ebus an einer Ladestation in Shanghai, China. Die Nutzung des ÖPNVs, insbesondere elektrischer Fahrzeuge, bietet großes Einsparpotential gegenüber dem motorisierten Individualverkehr.

Da der motorisierte Straßenverkehr einen großen Anteil am CO2-Ausstoß hat, besteht hier ein großes Potential für persönliche Einsparungen.
- Vermeidung von Autofahrten und Flugreisen (zur Reduzierung der Umweltauswirkungen des Luftverkehrs)
- Verkürzung von Fahrtwegen durch effiziente Kombination von Fahrten (Wegeketten)
- Nutzung umweltfreundlicherer Verkehrsmittel, beispielsweise Fahrrad, öffentliche Verkehrsmittel oder zumindest sparsamere Niedrigenergiefahrzeuge
- Umstellung auf Elektromobilität
- Teilnahme am Carsharing (dadurch kann auch der Energieverbrauch bei der Herstellung und Entsorgung eines Fahrzeugs auf mehrere Benutzer verteilt werden)
- Einsatz klimaschonender Kraftstoffe wie beispielsweise Biodiesel oder Pflanzenöl aus nachhaltigem Anbau
- Energiesparende Fahrweise bei Kraftfahrzeugen (niedertourig fahren und hohes Tempo vermeiden; dem Verkehrsfluss anpassen und vorausschauend an Ampeln und Hindernisse heranfahren, um unnötiges Bremsen und erneutes Anfahren zu vermeiden; Motorbremse verwenden; Abschalten des Motors im Stand, etwa an Ampeln oder im Stau)

Ein stärkerer Rückgang beim Gütertransport und Personenverkehr kann auch durch eine Re-Regionalisierung der Wirtschaft und eine bessere lokale Infrastruktur erreicht werden.

#### Maßnahmen in Privathaushalten und am Arbeitsplatz

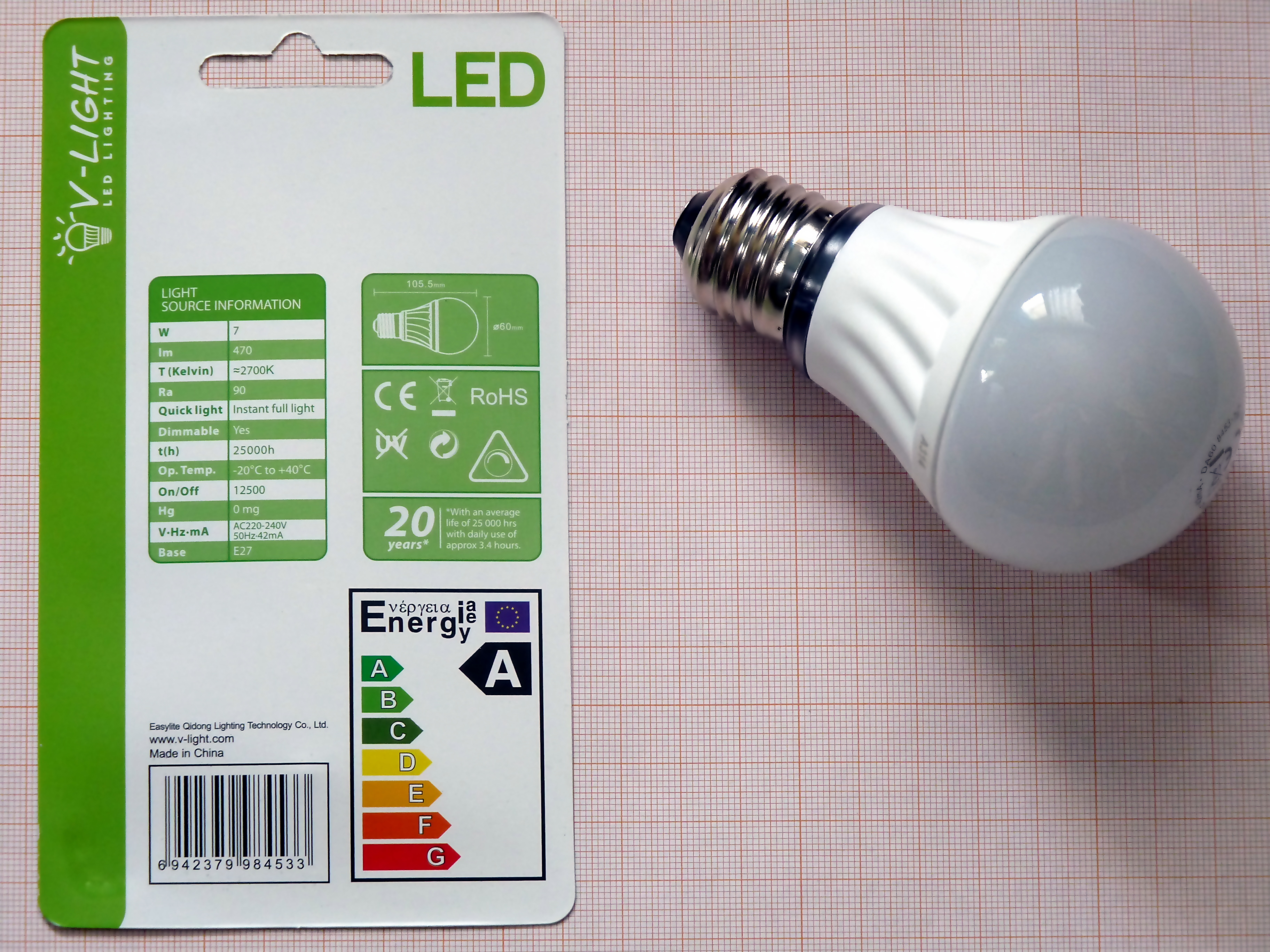
Durch Umrüstung auf energieeffiziente Beleuchtung wie LED-Lampen lässt sich der Stromverbrauch für Beleuchtungszwecke um bis zu 80 % senken.

Unabhängig von der internationalen Klimaschutzpolitik, die bisher nur langsam vorankommt, kann jeder Einzelne im persönlichen Rahmen und im sozialen Umfeld zur Vermeidung unnötiger Emissionen von Treibhausgasen beitragen. Allein durch persönliche Energieeinsparung kann der Durchschnittsverbrauch – und damit auch der CO2-Ausstoß – um 20 bis 50 Prozent im Haushalt gesenkt werden.
Sparsame Elektrogeräte verbrauchen zwischen einem und zwei Dritteln weniger Energie im Vergleich zu ineffizienten Geräten. Bei der Neuanschaffung energieeffizienterer Haushaltsgeräte, Heizungen und Fahrzeuge im Sinne des Klimaschutzes ist dabei zu prüfen, ob eine Weiterbenutzung ohne Neuanschaffung oder eine Second-Hand-Lösung über die Lebenszeit des Produkts betrachtet nicht die effizientere Alternative darstellt. Denn sowohl die Produktion neuer Geräte als auch die Entsorgung der Altgeräte sind meist sehr energieintensiv. Bei einem Neukauf kann der Markt nach Niedrigenergieprodukten und langlebigeren Produkte (mit erhöhter Garantiezeit) abgesucht werden. Die Energieeffizienzklasse der EU gibt außerdem Auskunft über die Verbrauchswerte von Geräten, und für große Haushaltsgeräte gibt das Niedrig-Energie-Institut regelmäßig die Liste „Besonders sparsame Haushaltsgeräte“ heraus. Außerdem muss sichergestellt werden, dass ineffiziente Altgeräte „aus dem Verkehr gezogen werden“ und nicht in Drittweltstaaten exportiert werden, sonst wird nur der Konsum angekurbelt, aber die Gesamtemissionen nicht reduziert.
Zu den persönlichen Klimaschutzvorkehrungen, die Privatpersonen in ihrem jeweiligen Handlungsbereich treffen können, zählen in den Bereichen der Energieeffizienzsteigerung und des Energiesparens:
- Effiziente Haushaltsgeräte einsetzen und beispielsweise Energiesparlampen verwenden
- Wechsel zu einem Ökostrom-Anbieter, der durch Siegel wie das Ok-power Label oder das Grüner-Strom-Label zertifiziert ist
- private Investitionen in Erneuerbare Energien tätigen, z. B. durch eine hauseigene Photovoltaikanlage oder mit einer Bürgerenergiegenossenschaft
- Zurückhaltender Einsatz von Klimaanlagen (siehe auch Cool Biz)
- energiesparende Raumlüftungstechnik einsetzen
- Heizungen mit möglichst hohem Wirkungsgrad betreiben, das umfasst ihre regelmäßige Wartung und gegebenenfalls Erneuerung. Derzeit gelten ca. 70 Prozent der Heizungen in deutschen Privathaushalten als veraltet und nicht mehr gemäß dem Stand der Technik. Neben effizienteren Heizungen auf Basis fossiler Energien bieten sich insbesondere Heizsysteme auf Basis erneuerbarer Energien an (Solarthermie, Holzbrennstoffe, Erdwärme, Biogas, Wärmepumpe in Kombination mit eigener PV-Anlage) und werden seit dem 1. April 2015 durch das Marktanreizprogramm (MAP) gefördert.[72] Siehe dazu auch Heizkessel#Erfassung und Vermeidung von unnötig hohen Energieverbräuchen.
- Eine bessere Wärmedämmung der Gebäudehülle (Dach, Fassaden, Fenster, Kellerdecke) in Privathäusern installieren.
- Neubauten im Passivhaus-Standard realisieren
- Unvermeidbare Emissionen können durch die Finanzierung sorgfältig ausgewählter Klimaschutzprojekte an anderer Stelle kompensiert werden
- Einsatz von nachhaltiger IT bzw. Umsetzung von Green-IT-Strategien

#### Klimafreundliches Konsumverhalten

Treibhauswirkung verschiedener Lebensmittelgruppen: Tierische Lebensmittel, vor allem Rind und Lamm, sowie Gemüse und Obst aus beheizten Treibhäusern sind besonders klimaschädlich.

Mit ihrem Kaufverhalten können die Verbraucher ebenfalls im Sinne des Klimaschutzes wirken, indem sie klimafreundlichere Produkte und Dienstleistungen bevorzugen:
- Umstellung auf Ökostrom
- Reduktion des Fleisch- und Milchkonsums.[75][76][74] Weltweit ist die Tierhaltung für etwa 15 % der auf den Menschen zurückzuführenden CO2-Äquivalent-Emissionen verantwortlich.[77] Eine klima- und umweltverträgliche Ernährung ist in der Regel auch gesünder.[78]
- Regional hergestellte Produkte (z. B. Lebensmittel) bevorzugen, um lange Transportwege zu vermeiden.[79][74]
- Reduktion des Tabakkonsums, da der Tabakanbau nicht nur Treibhausgase verursacht,[80] sondern auch bei der Produktion und bei der Entsorgung immense Ressourcen erforderlich sind, die zum Beispiel erheblich über denen bei der Zucker- oder Fleischproduktion liegen.[81]
- Nutzung erneuerbarer Energien, insbesondere zum Heizen und Kühlen (Photovoltaik, Geothermie, Solarthermie, Biomasse)
- Beim Fahrzeugkauf auf niedrigen Verbrauch und Schadstoffausstoß achten, Verzicht auf Fahrzeuge mit großem Parkflächenbedarf. Fahrrad und öffentliche Verkehrsmittel bevorzugen.
- Printprodukte klimaneutral drucken lassen
- Auf eine nachhaltige Einkaufspolitik im eigenen Unternehmen und am Arbeitsplatz achten
- Elektrogeräte mit Hinblick auf den Ressourcenverbrauch verantwortungsbewusst einsetzen. Exemplarisch bei Smartphones: Funktionsfähigkeit so lange wie möglich erhalten (Akkutausch bedingt durch natürliche Kapazitätsminderung statt Neuanschaffung).

#### Klimaschutz an Schulen
Mehrere tausend Schulen in Deutschland beteiligen sich am Programm „Klimaschutzschule“ des Bundesumweltministeriums und integrieren Klimaschutz in Schulalltag und Lehrplan, etwa durch schuleigene Photovoltaikanlagen mit Stromzählern oder die Verknüpfung von Technologien wie Biogas oder Geothermie mit Fächern wie Biologie, Chemie und Geographie. Das Bundesumweltministerium stellt Lehrmaterial zur Verfügung.

### Erhaltung/Wiederaufbau der natürlichen Kohlenstoffsenken

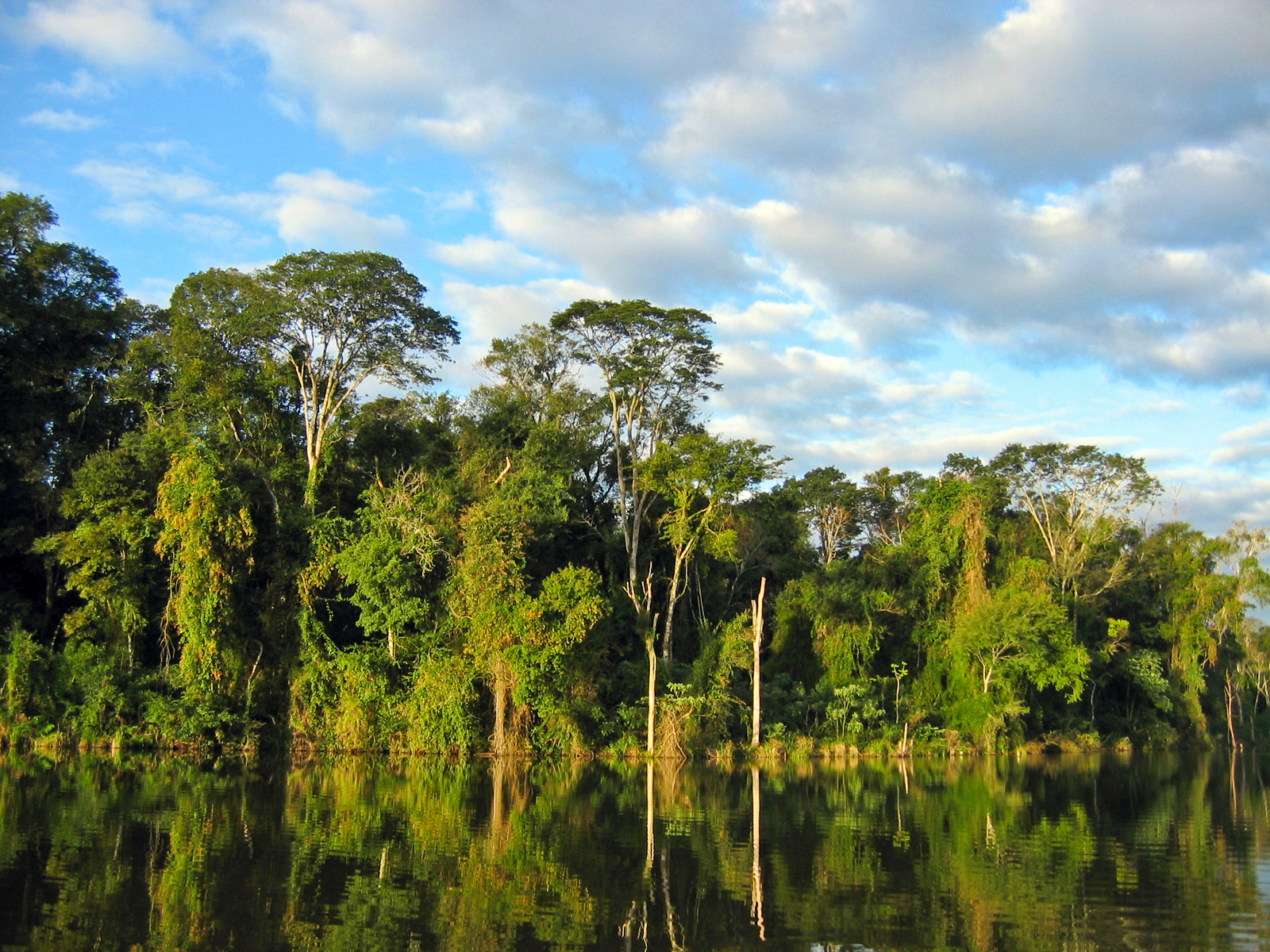
Durch Abholzung des tropischen Regenwaldes wird sowohl viel Kohlenstoffdioxid freigesetzt als auch eine wichtige Kohlenstoffsenke zerstört

Die für den Klimaschutz wichtigsten Kohlenstoffsenken sind – neben den Ozeanen – große Waldareale, namentlich tropische Regenwälder und boreale Wälder. Die Flächen, die zur längerfristigen Akkumulation von CO2 in Biomasse geeignet sind, werden weltweit immer geringer. Seit der UN-Klimakonferenz auf Bali (2007) wird in diesem Zusammenhang das REDD-Modell entwickelt, das Kompensationszahlungen für Waldschutzmaßnahmen an Entwicklungsländer und lokale Organisationen vorsieht. Auf diese Weise sollen finanzielle Anreize für die Begrenzung der Waldzerstörung geschaffen werden.
Neben der Erhaltung der Wälder gilt auch die großflächige Wiederaufforstung als geeignete Maßnahme. Hierzu gehören Überlegungen, Ackerflächen wieder in Wald zu wandeln oder in Ländern wie Russland, Kanada, USA und weiteren wieder Wälder aufzubauen. Die Größenordnung der Effekte wird je nach Maßnahme unterschiedlich bewertet. Gegenwärtig findet hingegen eine Entwaldung statt, die über die Freisetzung von Kohlendioxid ebenfalls zum Klimawandel beiträgt. 2011 wurden durch Änderungen der Landnutzung wie z. B. das Roden von Wäldern nach Veröffentlichungen des IPCC ca. 0,9 ± 0,8 Milliarden Tonnen reiner Kohlenstoff freigesetzt, was etwa 10 % der gesamten anthropogenen („total anthropogenic“) Kohlenstofffreisetzung entspricht; die Freisetzung aus fossilen Energieträgern und bei der Zementherstellung beträgt 9,5 ± 0,8 Milliarden Tonnen Kohlenstoff.
Anstatt den in den Bäumen gebundenen Kohlenstoff zu verbrennen und somit erneut CO2 in die Atmosphäre abzugeben, wird vorgeschlagen, das Holz zum Beispiel in Tagebauen einzulagern und mit Erdreich abzudecken. Die Kosten hierfür können deutlich unter dem Preis für CO2-Zertifikate liegen.
Feuchtgebiete wie Moore, Sümpfe und Flussauen wirken als starke Nettosenken für CO2. Zugleich sind sie auch Nettoquellen für das starke Treibhausgas Methan, so dass ihre Bilanz von Einzelheiten wie zum Beispiel dem lokalen Klima und der Landnutzung abhängt.

### Landwirtschaft
Land- und Forstwirtschaft sind für 23 Prozent der Treibhausgasemissionen verantwortlich, so der Bericht des Weltklimarats vom 8. August 2019. Die Nutzung durch den Menschen beeinflusse über 70 Prozent der globalen, eisfreien Landoberfläche. Der Temperaturanstieg über den Landflächen beträgt laut Weltklimarat gegenüber der vorindustriellen Zeit bereits 1,53 Grad Celsius (im globalen Mittel 0,87 Grad). Ein besonderes Problem stellt die mit massenhaftem Glyphosat-Einsatz verbundene Sojaproduktion in Agrarländern wie Brasilien und Argentinien dar. Allein der Regenwald am Amazonas hat seit 1970 aufgrund von Rodungen für eine agrarwirtschaftliche Anschlussnutzung bereits 17 Prozent der Waldfläche eingebüßt. Bei 20 bis 25 Prozent Verlust droht dieser Regenwald unwiderruflich zu kippen und zu einer Savannenlandschaft zu werden. Als Gegenmittel wird u. a. empfohlen, besonders agrarexportabhängige Staaten bei Aufforstungsmaßnahmen finanziell zu unterstützen. Für vollkommen sinnlos verursachte Treibhausgasemissionen stehen jene geschätzt 30 Prozent aller Nahrungsmittel, die im Müll landen. Weitere Klimaschutzmaßnahmen im landwirtschaftlichen Bereich sind neben dem Schutz von Kohlenstoffspeichern durch Management der Landnutzung, der Renaturierung und der Humusförderung insbesondere die Minderung von Stickstoffemissionen in den Bereichen Tierhaltung und Düngermanagement.

### Geoengineering
Unter dem Stichwort Geoengineering werden Versuche zusammengefasst, im großen oder sogar globalen Maßstab Ökosysteme zu manipulieren, um die Folgen des Klimawandels abzumildern. Beim Geoengineering werden zwei Ansätze unterschieden: Entweder es wird versucht, mit physikalischen, chemischen oder biologischen Methoden emittiertes CO2 wieder aus der Atmosphäre zu entfernen (d. h. sog. negative Emissionen zu realisieren), oder es wird versucht, direkt in den Strahlungshaushalt der Erde einzugreifen, indem die planetare Albedo verändert wird („Solar Radiation Management“).
Eine viel diskutierte Methode ist zum Beispiel, die Weltmeere in großem Maßstab mit Eisen-Ionen zu düngen. Hintergrund ist, dass in großen Bereichen der Weltmeere, bisherigen ökologischen Erkenntnissen nach, die Produktion des Phytoplankton nährstofflimitiert ist, wobei insbesondere Eisen als Minimumfaktor wirkt. Schlagzeilen gemacht hat insbesondere der Versuch des umstrittenen amerikanischen Geschäftsmanns Russ George, der auf eigene Faust und nicht abgestimmt entsprechende Versuche durchgeführt hat. Nach seriösen wissenschaftlichen Experimenten konnte eine erhöhte Biomasseproduktion und auch ein gewisses Absinken von Biomassepartikeln in tiefere Wasserschichten im Prinzip nachgewiesen werden. Dennoch bezweifeln viele Wissenschaftler den Nutzen der Methode. Die zu speichernden Mengen wären im Verhältnis zum Aufwand gering und es wäre zu erwarten, dass der größte Teil des gespeicherten Kohlenstoffs in relativ kurzen Zeiträumen remobilisiert wird. Insgesamt gilt die Technik deshalb in ihrer Effizienz und ihren Auswirkungen als unsicher und es besteht zumindest noch hoher Forschungsbedarf, so dass über einen möglichen Einsatz kaum seriös entschieden werden könnte.
Zu berücksichtigen ist, dass Geoengineeringmaßnahmen verglichen mit vorbeugenden Klimaschutzmaßnahmen über Grenzen der Wirksamkeit verfügen: Unter anderem können sie gravierende Langzeitfolgen des Klimawandels auf Ökosysteme, insbesondere der Meere, nicht verhindern oder rückgängig machen. So kann das ursprüngliche, durch hohe CO2-Emissionen beeinträchtigte vorindustrielle Meeresökosystem durch Einsatz von Techniken zur CO2-Entfernung aus der Atmosphäre selbst dann nicht wieder hergestellt werden, wenn wieder die vorindustrielle CO2-Konzentration von 280 ppm erreicht würde. Auch wären die Folgen eines Pfades, der erst auf hohe Emissionen setzt und anschließend wieder CO2 aus der Atmosphäre entfernt, viel schwerer als bei einem konsequenten Klimaschutzpfad, insbesondere in Hinsicht auf pH-Wert, Temperatur und Sauerstoffsättigung der Meere. Geoengineering in Form von Strahlungsmanagement durch Ausbringen von Aerosolen in der Atmosphäre kann zudem kein CO2 aus der Atmosphäre entfernen. Sofern kein CO2 künstlich aus der Atmosphäre entfernt werden kann, müsste das Strahlungsmanagement daher für Zehntausende von Jahren ununterbrochen aufrechterhalten werden. Strahlungsmanagement entbindet daher nicht von der Notwendigkeit, das Energiesystem vollständig CO2-neutral bzw. CO2-negativ zu gestalten.
Probleme ergeben sich auch dadurch, dass die Geoengineering-Methoden selbst wieder erhebliche Umweltfolgen nach sich ziehen würden. So ist beim Ausbringen von Schwefel-Aerosolen in die Atmosphäre in größerem Maßstab mit einer Verminderung und Neuverteilung der globalen Niederschläge zu rechnen; weiterhin bestehen ernste Sorgen bezüglich der Auswirkungen auf die Ozonschicht. Auch Befürworter der Methode räumen daher ein, dass sie nur als Maßnahme zusätzlich zu einer massiven Reduktion der Emissionen realistisch wäre, nicht anstelle davon.

## Akteure und Handlungsbereiche

### Internationale Politik

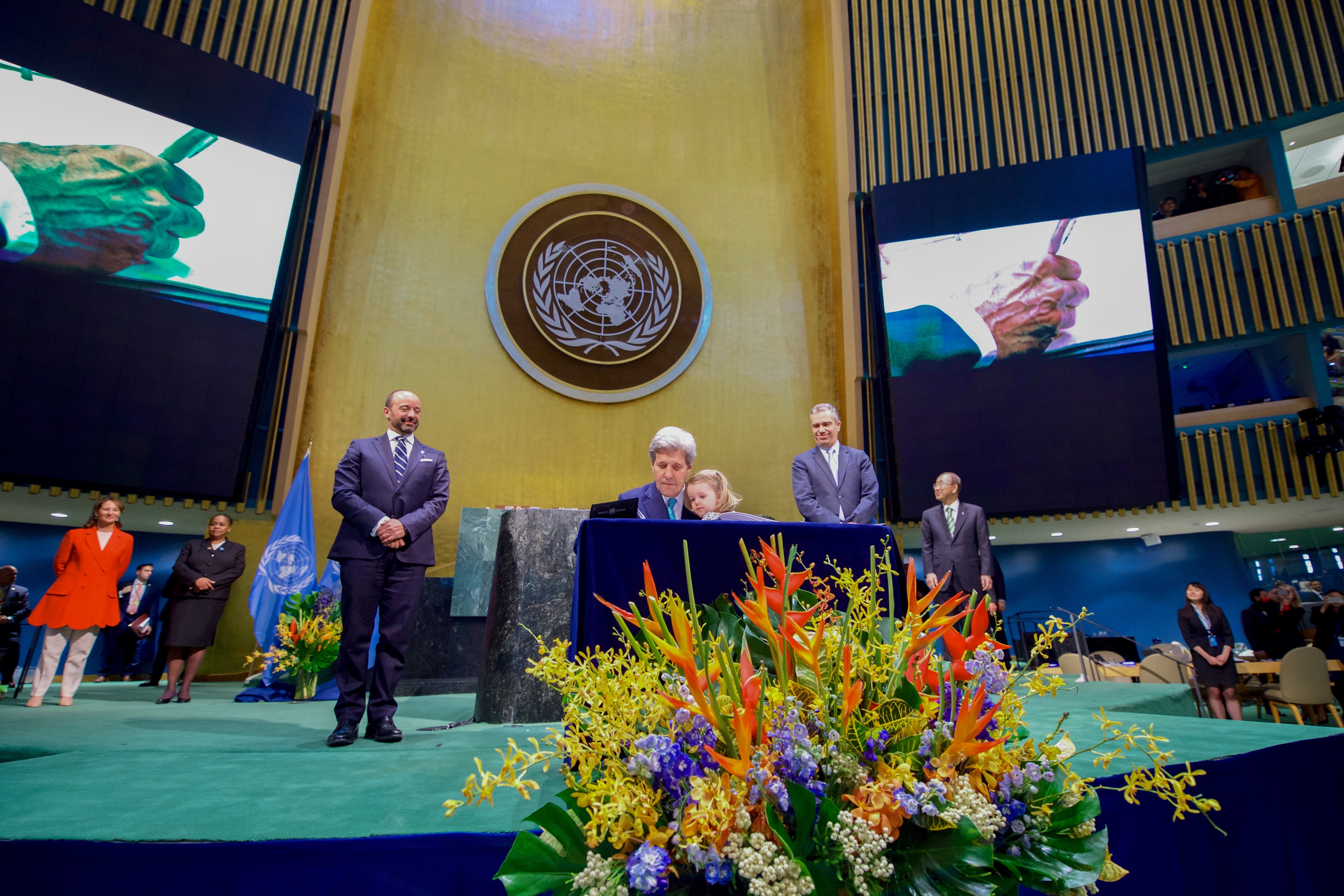
Symbolische Unterzeichnung des Übereinkommens von Paris durch US-Außenminister John Kerry am Tag der Erde (22. April 2016) in New York

Inzwischen haben nahezu alle Staaten der Erde die völkerrechtlich verbindliche Klimarahmenkonvention der Vereinten Nationen von 1992 unterzeichnet, mit deren Hilfe eine gefährliche Störung des Klimasystems verhindert werden soll. In ihrer Folge wurde und wird vor allem über Reduktionsziele von Treibhausgasemissionen verhandelt, die im Kyoto-Protokoll verzeichnet sind. Dieses trat offiziell am 16. Februar 2005 in Kraft und enthielt Regelungen bis zum Jahr 2012. Es wurde mit den Doha-Änderungen um eine zweite Verpflichtungsperiode bis 2020 verlängert, in der 37 Staaten und die Europäische Union Minderungen ihrer Emissionen um durchschnittlich 18 % gegenüber ihrem Emissionsniveau des Jahres 1990 zusagten.
Im Post-Kyoto-Prozess wurde eine Nachfolgeregelung für den anschließenden Zeitraum verhandelt und auf der 21. UN-Klimakonferenz in Paris 2015 beschlossen. Dort einigten sich alle 195 Mitgliedsstaaten darauf, die Erderwärmung auf deutlich unter 2 °C zu begrenzen und den Anstieg möglichst bei 1,5 °C zu kappen. Hierfür reichte ein großer Teil der Staaten Pläne ein, sog. „Intended Nationally Determined Contributions“ bzw. INDCs, die zugesagte nationale Klimaschutzmaßnahmen auflisten. Diese Pläne der einzelnen Staaten reichen jedoch nicht aus, um das Zwei-Grad-Ziel zu erreichen. Sollten die Staaten ihre gemachten Zusagen erfüllen, ergibt sich eine globale Erwärmung von 2,6 bis 3,1 °C bis 2100 sowie ein weiterer Temperaturanstieg nach 2100. Für die Einhaltung der Zwei-Grad-Grenze sind demnach eine nachträgliche Verschärfung der Zusagen oder eine Übererfüllung der Ziele zwingend notwendig. Grundsätzlich gilt, dass für jede Begrenzung der Erdtemperatur auf einem bestimmten Niveau die Treibhausgasemissionen netto auf Null zurückgefahren werden müssen, da für eine bestimmte Temperatur nur ein begrenztes Kohlenstoffbudget zur Verfügung steht, das emittiert werden kann.
Im September 2016 ratifizierten die beiden Staaten mit dem größten Treibhausgasausstoß, China und die USA, den Vertrag. Zuvor hatten bereits einige kleine Staaten den Ratifizierungsprozess abgeschlossen. Nachdem bis Oktober 2016 weitere Staaten, darunter u. a. Deutschland und die Europäische Union, den Vertrag ratifiziert hatten, trat das Abkommen am 4. November 2016 in Kraft. Am 2. November 2017 hatten insgesamt 169 Staaten das Abkommen ratifiziert. US-Präsident Donald Trump kündigte am 1. Juni 2017 den Rückzug der USA aus dem Pariser Klimaschutzabkommen an. Damit folgte er einem Wahlkampfversprechen, Amerikas Industrie, Energieerzeugung und die Beschäftigten im Sinne einer „Bekräftigung der amerikanischen Souveränität“ angeblich zu schützen. Trump hatte erklärt, er glaube nicht an den wissenschaftlichen Konsens vom menschengemachten Klimawandel, das sei „gefälschte (fake) Wissenschaft“.

Nach dem Stand des Jahres 2018 reicht die international betriebene Klimaschutzpolitik nicht annähernd aus, um die gesetzten Klimaschutzziele zu erreichen. Gemäß einer UNEP-Studie, dem Emissions Gap Report 2018, müssen die Staaten weltweit ihre Klimaschutzbemühungen verdreifachen, um das in Paris vereinbarte Zwei-Grad-Ziel zu erreichen; für das Erreichen des 1,5-Grad-Zieles ist eine Verfünffachung notwendig. Der Weltklimarat IPCC hielt in seinem Sonderbericht 1,5 °C globale Erwärmung fest, dass „schnelle, weitreichende und beispiellose Änderungen in allen gesellschaftlichen Bereichen“ notwendig sind. Im November 2018 erklärte die EU-Kommission, die europäische Wirtschaft bis 2050 komplett treibhausgasneutral gestalten zu wollen. Neben einer völligen Abkehr von fossilen Energieträgern sollen zudem auch negative Emissionen realisiert werden, beispielsweise durch Aufforstung von Wäldern, um nicht vermeidbare Emissionen zu kompensieren. Volkswirtschaftlich sei das Projekt ein Gewinn, betonte EU-Klimakommissar Miguel Arias Cañete. Investitionskosten von 290 Milliarden Euro pro Jahr stünden jährlich rund 200 Milliarden Euro eingesparte Gesundheitskosten durch weniger Luftverschmutzung und eine Reduzierung der Energieimporte von aktuell 266 Milliarden Euro um 70 % gegenüber.
Auch vor dem Hintergrund der klimapolitischen Jugendproteste wird in der umweltpolitologischen Diskussion gefordert, die bisherige internationale Klimapolitik kritisch neu zu bewerten. Die bis in das Jahr 1969 (NATO) beziehungsweise 1972 (Stockholmer Umweltkonferenz) zurückreichende internationale Klimapolitik habe in 50 Jahren nicht verhindern können, dass die globalen Treibhausgasemissionen immer weiter gestiegen sind und damit der Klimawandel zu einer akuten Gefahr geworden sei. Folglich sollte, so zum Beispiel die Auffassung des Politikwissenschaftlers Volker von Prittwitz, die traditionelle Klimapolitik langfristiger Klimaziele durch eine Politik forcierten Handelns nach dem Konzept der Klima-Gefahrenabwehr beschleunigt und intensiviert werden.
Laut einer im Fachjournal BioScience 2019 publizierten Studie reichen die Klimaschutzpläne der meisten Staaten, die bisher Zusagen zur Einsparung von Treibhausgasen gemacht haben, nicht aus, um die Erderwärmung zu bremsen. An dem Ziel gemessen, den Ausstoß von Treibhausgasen bis 2030 um mindestens 40 Prozent zu senken, seien von 184 Staaten mit eingegangenen Reduktionsverpflichtungen nur die 28 EU-Staaten gemeinsam (mit 9 Prozent des weltweiten Treibhausgasausstoßes) und weitere sieben Länder (Island, Liechtenstein, Monaco, Norwegen, Moldawien, Schweiz, Ukraine) diesbezüglich auf Kurs, die Großemittenten China (27 Prozent), USA (13 Prozent), Indien (7 Prozent) und Russland (5 Prozent) hingegen weit davon entfernt: China und Indien weisen infolge des Wirtschaftswachstums noch weiter zunehmende Treibhausgasemissionen auf; die USA steigen aus dem Übereinkommen von Paris aus, und von Russland liegen keine Einsparpläne vor. Unter diesem Gesamteindruck warnen 11.000 Wissenschaftler aus 153 Ländern, darunter 871 Forscher deutscher Universitäten, vor einem weltweiten „Klima-Notfall“.

#### Klimaschutzvernetzung auf kommunaler Ebene
Ambitioniertere Klimaschutzvereinbarungen globalen Zuschnitts werden auch auf kommunaler Ebene vorangetrieben. Beispiele sind die 9.000 Bürgermeister umfassende Global Covenant of Mayors oder die Under2Coalition von mehr als 200 Lokal- und Regionalregierungen sowie die Initiative RE100, in der 2.000 Unternehmen zugesagt haben, bis 2050 ihren Strom zu 100 Prozent aus nicht fossilen Quellen zu beziehen. Anlässlich eines Koordinationsgipfels solcher Aktivitäten 2018 in San Francisco wurde in dem Report Global Climate Action from Cities, Regions and Business zum Climate Action Summit eine Hochrechnung der Wirkungspotenziale solcher Initiativen vorgestellt, in der bis 2030 von einzusparenden 15 bis 23 Milliarden Tonnen Treibhausgasen die Rede ist. Damit ließen sich die durch internationale Vereinbarungen vorgesehenen Reduktionen nochmals um ein Drittel senken.
Seit 1990 haben sich mehr als 1.700 europäische Städte und Gemeinden (Stand Juni 2019) aller Größen zum Klima-Bündnis zusammengeschlossen. Die Mitgliedschaft bedingt u. a. die freiwillige Verpflichtung, alle 5 Jahre weitere 10 % CO2-Emissionen einzusparen.

#### Klimanotstand
Seit Frühjahr 2019 erklären Parlamente aller Ebenen (national wie z. B. Großbritannien und Frankreich, kommunal wie z. B. Basel, Kiel und Konstanz) den Klimanotstand. Damit stellen sie fest, dass es eine Klimakrise gibt. Weiter beauftragen sie Regierung und Verwaltungsebenen damit, Maßnahmen zu erarbeiten, die über den derzeitigen Stand hinausgehen und versprechen, die menschengemachte globale Erwärmung aufzuhalten.

### Deutschland
Im Klimaschutzplan 2050 hat Deutschland seine langfristige Klimaschutzstrategie formuliert, mit der es seine Verpflichtungen aus dem Übereinkommen von Paris und der europäischen Governance-Verordnung einhalten will. Der Klimaschutzplan ist der koordinierende Rahmen für die deutsche Klimapolitik. Auf seiner Basis verankert das 2019 beschlossene Bundes-Klimaschutzgesetz (KSG) die Klimaschutzziele Deutschlands. Nachdem das Bundesverfassungsgericht in einem Urteil vom 29. April 2021 eine „freiheitsschonende“, gleichmäßige Lastenverteilung eingefordert hatte, wurde das KSG verschärft: Der Treibhausgasausstoß soll bis 2030 gegenüber 1990 um mindestens 65 % sinken, bis 2040 um mindestens 88 %. Bis 2045 soll Deutschland treibhausgasneutral sein, ab 2050 negative Emissionen erreichen. In mittelfristig wirksamen Klimaschutzprogrammen werden die im KSG festgelegten Emissionsminderungsziele umgesetzt, indem konkrete Klimaschutzmaßnahmen beschlossen werden.
Wichtige Maßnahmen zur Verringerung des Treibhausgasausstoßes sind die Verbesserung der Energieeffizienz und der Ausbau der erneuerbaren Energien, die seit 1991 gefördert werden. Seit 2000 sind zunehmend vielfältige Instrumente des Klimaschutzes in Deutschland zum Einsatz gekommen. In den 2000er Jahren wurden primär ökonomische Instrumente eingeführt, wie die Ökosteuer oder der EU-Emissionshandel im Energie- und Industriesektor. Das Erneuerbare-Energien-Gesetz trug entscheidend zum Ausbau Erneuerbarer Energien in Deutschland bei. Ordnungsrechtliche Maßnahmen mit Einfluss auf den Klimaschutz waren der Atomausstieg und die Förderung von Biokraftstoffen. In den 2010er Jahren gesellten sich, besonders im Verkehrs- und Gebäudesektor, steuerliche Fördermaßnahmen hinzu, die vor allem auf mehr Energieeffizienz zielten, jedoch nicht auf einen Rückbau der auf Nutzung fossiler Brennstoffe basierenden Bestände an Fahrzeugen, Heizungen und anderen Anlagen. Eine Ausnahme bildete der 2020 vereinbarte Kohleausstieg. Im Jahr 2021 kam wieder ein ökonomisches Instrument hinzu, nämlich der nationale Brennstoffemissionshandel für Verkehr und Gebäude.

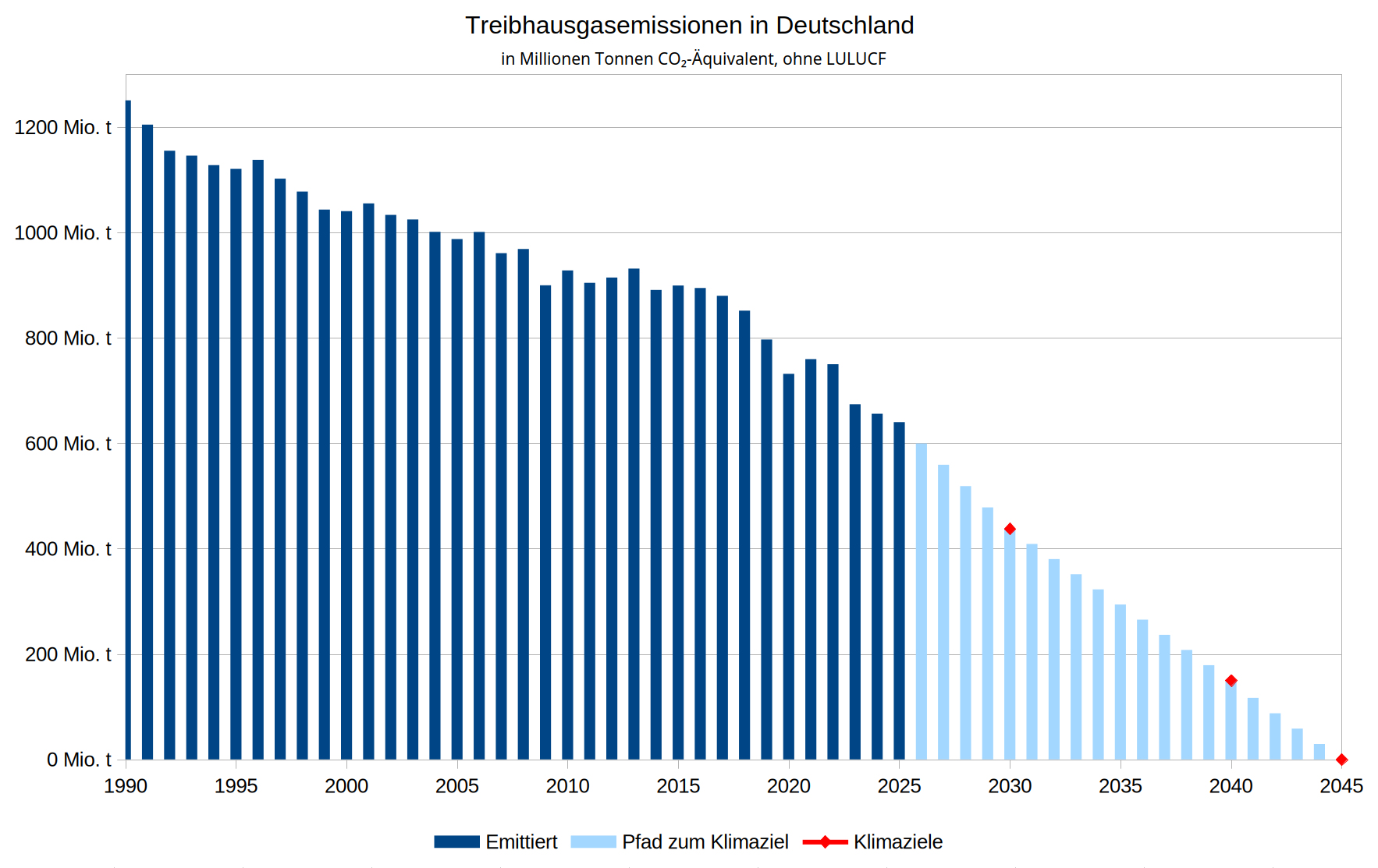
Entwicklung der Treibhausgasemissionen und Klimaziele in Deutschland

In dem Jahrzehnt 1990–2001 sanken in Deutschland die jährlichen Emissionen der sechs Treibhausgase nach dem Kyoto-Protokoll um 18,3 %; der weitaus größere Teil dieses Rückgangs fiel in die erste Hälfte der 1990er Jahre. Seine im Kyoto-Protokoll vereinbarte Verpflichtung einer 21 %igen Emissionsminderung von 1990 bis zum Ende der ersten Verpflichtungsperiode (2008–2012) erreichte Deutschland mit −24,3 %. Über den Gesamtzeitraum 1990–2019 gingen die deutschen Emissionen um etwa 35 % zurück. Im Klimaschutzplan 2050 hatte sich Deutschland zu einer Minderung um 40 % bis 2020 verpflichtet. Nachdem noch 2019 die Erreichung dieses Ziels als kaum möglich gegolten hatte, ließen Einmaleffekte der Coronavirus-Pandemie die Emissionen 2020 überraschend deutlich um 42 % gegenüber 1990 sinken.
Die Emissionen der drei wichtigsten Treibhausgase sanken 1990–2020 unterschiedlich rasch: die CO2-Emissionen um knapp 40 %, die von Methan um fast 60 %, die von Lachgas um etwas mehr als 50 %. Damit ist der Anteil von CO2 an den deutschen Gesamtemissionen von ca. 84,7 % auf 87,7 % gestiegen.
Knapp die Hälfte des Rückgangs in den 1990er Jahren war auf Änderungen in der ostdeutschen Wirtschaft nach der Deutschen Wiedervereinigung zurückzuführen (→ Ostdeutschland seit 1990), der Rest auf verschiedene energie- und umweltpolitische Maßnahmen. Im Jahr 2015 lag der aus erneuerbaren Energien gedeckte Primärenergieverbrauch in Deutschland bei 12,5 % des Gesamtverbrauchs. Der Anteil am Endenergieverbrauch liegt üblicherweise höher. Der Anteil der erneuerbaren Energien am Gesamtstromverbrauch betrug 32,6 %, bei der Wärme- und Kältebereitstellung 13,2 % und am gesamten Kraftstoffverbrauch 5,3 %.
Der Energiesektor leistete über den Gesamtzeitraum den wichtigsten Beitrag zu den Emissionsminderungen. Es gab eine starke Veränderung des Strommixes: Die Erzeugung aus erneuerbaren Energien stieg von 29 TWh im Jahr 1999 auf 161 TWh im Jahr 2014, während die aus Kernkraft von 170 im Jahr 2000 auf 97 TWh sank und die Kohlestromerzeugung von 291 auf 265 TWh zurückging. Die Emissionen pro erzeugte kWh gingen dadurch und durch den verbesserten Wirkungsgrad fossiler Kraftwerke 1990–2015 um ca. 29 % zurück. Im Jahr 2019 stammten über 40 % des Stroms aus erneuerbaren Energien. Für die Elektrifizierung anderer Sektoren und die Wasserstoffgewinnung ist ein erheblicher Zubau an Erzeugungskapazitäten notwendig.
Im Verkehrs- und Gebäudesektor gab es kaum Fortschritte. Der Mehrverbrauch durch Wirtschaftswachstum und Konsumsteigerungen, durch schwerere und größere Fahrzeuge bzw. die zunehmende Wohnfläche pro Person, überwog Einsparungen durch zunehmende Effizienz. Es gab kaum Verlagerungen des Personen- und Güterverkehrs von PKW und LKW auf klimafreundlichere Verkehrsmittel, die Zahl der gefahrenen Kilometer stieg. Die Sanierungsrate von Gebäuden war, gemessen an den Klimazielen, zu gering. Die Landwirtschaft trägt insbesondere zu den Methan- und Lachgasemissionen Deutschlands bei. Von 1990 bis 2020 sanken, vor allem durch veränderte Tierhaltungsbedingungen und verringerte Tierbestände, ihre Emissionen um etwa 20 %, ihr Anteil an den Gesamtemissionen Deutschlands stieg damit auf 7,7 % (ohne Berücksichtigung der Nutzung fossiler Brennstoffe, etwa in Landmaschinen). In der Abfallwirtschaft wurden 1990–2020 die Emissionen um mehr als 75 % gesenkt, sie hatte zuletzt einen Anteil von 1,2 % an den Gesamtemissionen.
Deutschland wird, Stand 2022, seine im Bundes-Klimaschutzgesetz festgeschriebenen Ziele für 2030 und die nachfolgenden Jahrzehnte verfehlen, soweit keine größere politische Anstrengungen unternommen werden.

### Nichtstaatliche Klimaschutzinitiativen
Die internationalen Klimaschutzvereinbarungen und die daran anschließenden staatlichen Klimaschutzmaßnahmen werden von einer Vielzahl wissenschaftlicher Beobachter und zivilgesellschaftlicher Akteure kritisch begleitet. Im Fokus stehen sowohl die in Kompromissen ausgehandelten und oft als ungenügend angesehenen Zielvorgaben auf internationaler Ebene wie auch die jeweilige praktische Umsetzung auf nationaler Ebene. Die öffentlichkeitswirksame Formulierung und Bündelung solcher Stimmen, oft verbunden mit politischen Aktionen, geschieht unter anderem in umweltschutzbezogenen Nichtregierungsorganisationen (NROs bzw. NGOs) wie Greenpeace, WWF, Bund für Umwelt und Naturschutz Deutschland (BUND) und Naturschutzbund Deutschland (NABU) oder der Kinder- und Jugendinitiative Plant-for-the-Planet. Direkte Aktionsformen praktizieren beispielsweise von Initiativen wie Extinction Rebellion, Ende Gelände, Just Stop Oil, End Fossil und Letzte Generation.

#### Jugendprotest

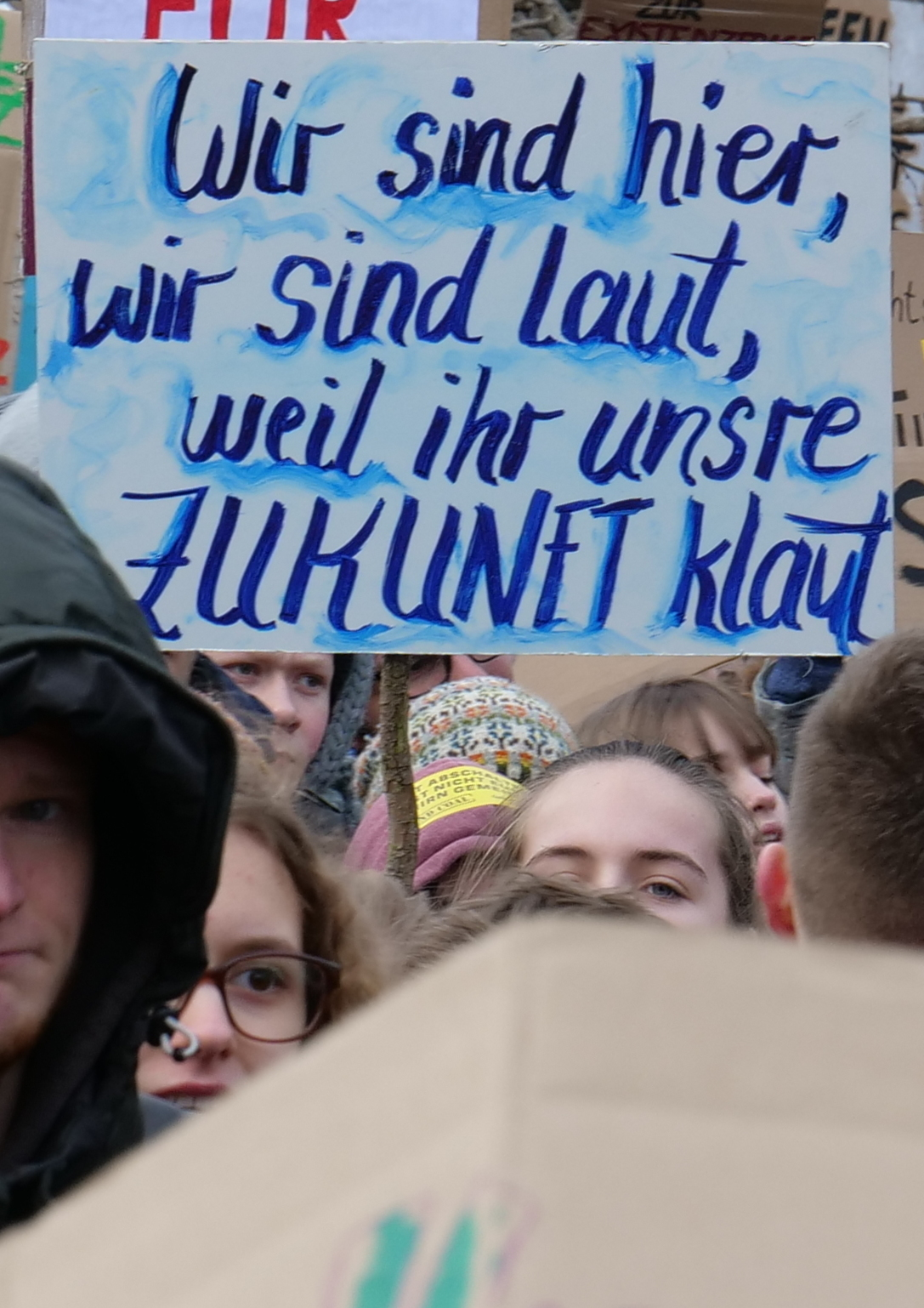
Plakat auf einer Fridays-for-Future-Demonstration in Berlin

Seit August 2018 sorgt eine Bewegung junger Menschen für Aufsehen, die sich dafür einsetzt, dass (wie die Aktivisten es sehen) ihre Zukunft nicht durch die Zögerlichkeit politisch Verantwortlicher in Fragen des Klimaschutzes aufs Spiel gesetzt wird. Vertreter der Generation haben den Eindruck, dass Politiker nicht genügend berücksichtigen, wie lange Jugendliche voraussichtlich noch leben werden, und sich deshalb nicht hinreichend für die Zeit nach 2050 interessieren.
Die Bewegung, die sich in vielen Ländern Fridays for Future (kurz FFF), anderswo aber auch Youth Strike 4 Climate nennt, wendet vor allem die Methode des „Klimastreiks“ an, d. h. Schüler und Studierende bleiben freitags (in Belgien donnerstags) (stundenweise) Lehrveranstaltungen fern, die zu besuchen sie eigentlich verpflichtet wären. Stattdessen nehmen sie an Demonstrationen teil. Nach Angaben von FFF Deutschland demonstrierten am 15. März 2019 allein in Deutschland mehr als 300.000 Menschen für die Ziele der Bewegung. Weltweit sollen an diesem Tag mehr als 1,6 Millionen Menschen an den Demonstrationen teilgenommen haben. Der Protest wird unabhängig von Umweltverbänden von den Schülern und Studenten selbst organisiert. Beim zweiten globalen Klimastreik am 24. Mai 2019 waren weltweit mehr als 1350 Protestaktionen angekündigt, an denen laut Angaben der Veranstalter 1,8 Millionen Menschen teilnahmen. In Deutschland gingen nach Angaben der Organisatoren 320.000 Menschen in mehr als 200 Städten auf die Straße. Beim dritten globalen Klimastreik am 20. September 2019 nahmen den Veranstaltern zufolge allein in Deutschland 1,4 Millionen Menschen an den Demonstrationen teil.
Das Ziel der Bewegung ist es, Politiker auf klimapolitische Missstände aufmerksam zu machen und dazu zu bringen, dass sie schnelle und konkrete Maßnahmen für den Klimaschutz einleiten und für die Einhaltung des Übereinkommens von Paris sorgen. Dabei bedient sich der harte Kern der „streikenden“ Schüler der Methode des Schulstreiks als Instrument des zivilen Ungehorsams.

#### Initiativen in Klimaforschung und Wissenschaft

Das Logo Scientists for Future zeigt Ed Hawkins’ Wärmestreifen

Die der Fridays-for-Future-Bewegung zugrunde liegenden und bereits seit mehreren Jahrzehnten publizierten Erderwärmungsszenarien der globalen Klimaforschung haben infolge der weltweiten Jugendproteste hohe Beachtung und Solidarisierungseffekte auch unter Lehrenden anderer Wissenschaftsdisziplinen ausgelöst. Mehr als 26.800 Wissenschaftler aus der Schweiz, Österreich und Deutschland unterzeichneten eine Stellungnahme unter der Überschrift: „Die Anliegen der demonstrierenden jungen Menschen sind berechtigt.“ Die Wissenschaftler, die sich unter dem Namen Scientists for Future zusammengeschlossen haben, halten das Anliegen der Protestierenden für berechtigt und gut begründet. Aus wissenschaftlicher Sicht reichten die derzeitigen Maßnahmen zum Klima-, Arten-, Wald-, Meeres- und Bodenschutz bei Weitem nicht aus. Unter den Unterzeichnern befinden sich mehrere Direktoren von Forschungsinstituten. Neben Scientists for Future existieren weitere Bündnisse wie Scientist Rebellion, einem Ableger wissenschaftlich Beschäftigter von Extinction Rebellion.
Im Juni 2019 wurde diese Stellungnahme, ergänzt um eine Analyse der Ergebnisse und Auswirkungen der Erklärung, als zweisprachiger Artikel in der Fachzeitschrift GAIA publiziert. Dass Fridays for Future für Deutschland ein schnelleres Ende der Treibhausgas-Emissionen fordert als der IPCC global, wird mit Klimagerechtigkeit begründet. Ähnliche Initiativen gibt es von niederländischen und belgischen Wissenschaftlern.

#### Medizinische Aufklärung
Gemäß Weltgesundheitsorganisation (WHO) ist der Klimawandel die „größte Bedrohung der Gesundheit, vor der die Menschheit steht“. Die Folgen des Klimawandels künftig deutlicher zu kommunizieren, die Einflussnahme von Ärzten auf eine gesundheitsförderliche Klimapolitik zu verstärken und die ärztliche Ausbildung in Klima- und Umweltfragen zu verbessern, nahmen sich Spitzenvertreter der Ärzteschaft bei einem Treffen in der Berlin-Brandenburgische Akademie der Wissenschaften am 23. September 2019 vor. „Gesundheit ist ein so wichtiges Gut und der Klimawandel ein so wichtiger Risikofaktor, dass wir eine Vorreiterrolle übernehmen müssen“, betonte Detlev Ganten, Präsident des World Health Summit. Ärztlicherseits gelte es, künftig mehr Einfluss zu nehmen etwa hinsichtlich gesunder Nahrungs- und Fortbewegungsmittel. Auch Peter Bobbert vom Marburger Bund beklagte, dass die Ärzteschaft das Thema Klimawandel bisher nicht in der nötigen Weise besetzt habe. In einem Papier dieser größten Ärztevereinigung Europas unter dem Titel Klimaschutz ist Gesundheitsschutz – die besondere Verantwortung der Ärzteschaft heißt es, dass besonders der globale Süden im Zuge der globalen Erwärmung verstärkt von der Zunahme von Infektionskrankheiten wie Malaria und Denguefieber, aber vermehrt auch von nicht ansteckenden Leiden wie Krebs, Diabetes und Herz-Kreislauf-Erkrankungen betroffen sei. In Deutschland sei hitzebedingt mit mehr Allergien, Atemwegs- oder Krebserkrankungen zu rechnen.
Der Präsident der Bundesärztekammer Klaus Reinhardt sieht eigene Versäumnisse bei der organisierten Ärzteschaft als mitursächlich an, dass das Thema Klimawandel aktuell noch nicht so im Fokus steht. „Dabei wäre die Akzeptanz in der Bevölkerung, sich mit dem Klimawandel zu beschäftigen und das Verhalten zu ändern, vor dem Hintergrund der Gefahr für die eigene Gesundheit oder die seiner Kinder sicher größer.“ Frank Ulrich Montgomery, Vorsitzender des Weltärztebunds, sieht die Mediziner nicht allein in der Pflicht, ihre Patienten zu behandeln, sondern sich im Sinne des Klimaschutzes auch politisch einzumischen, etwa um die gesundheitlichen Folgen des Flugverkehrs zu mindern. Das Krankheitsspektrum werde sich durch den Klimawandel in Deutschland ändern; bei Hautkrebsfällen etwa seien „australische Dimensionen“ zu erwarten.

## Positive Nebeneffekte

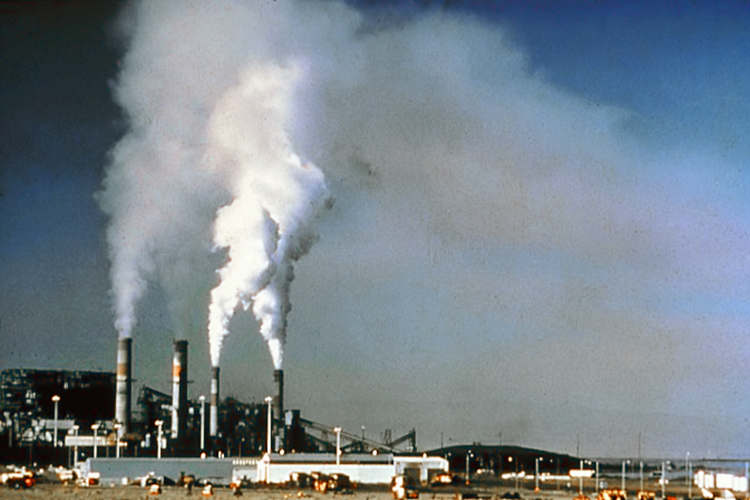
Auf Luftverschmutzung, wie beispielsweise hier durch ein Kohlekraftwerk, sind jährlich etwa acht Millionen vorzeitige Todesfälle zurückzuführen

Da durch die Umstellung von fossilen Energieträgern auf kohlenstoffarme Technologien der Ausstoß von Luftschadstoffen und weiteren gesundheits- und umweltschädlichen Partikeln verringert wird, haben Maßnahmen zum Klimaschutz eine Reihe positiver Nebeneffekte. Hierzu zählen z. B. die Verbesserung des Zustandes von Ökosystemen und der menschlichen Gesundheit, der Schutz der Artenvielfalt der Erde, eine größere Verfügbarkeit von Wasserressourcen, höhere Ernährungssicherheit und eine bessere Energiesicherheit mit höherer Resilienz des Energiesystems.
Die Deutsche Akademie der Naturforscher Leopoldina kam in einer 2019 publizierten Stellungnahme zum Ergebnis, dass eine konsequente Klimaschutzpolitik dabei helfen wird, „Klimaschutz, Umweltschutz, Gesundheit und Gemeinwohl zu verbessern“, den größer werdenden Generationenkonflikt zu verringern, die nachhaltige Entwicklung im internationalen Rahmen voranzubringen, die Lebensqualität zu steigern und über Innovationen den Wohlstand sichern wird. Auch eine Gemeinschaftsstudie mehrerer Akademien der Wissenschaften verschiedener Staaten hielt fest, dass es Synergien zwischen der Bekämpfung der Luftverschmutzung und dem Klimaschutz gebe, da diese sich dieselben Ursachen als auch größtenteils dieselben Lösungen teilten. So führten beispielsweise Verbesserungen der Energieeffizienz, der Ausbau der erneuerbaren Energien, die Elektrifizierung des Verkehrs und viele weitere Klimaschutzstrategien sowohl zur Reduktion des CO2-Ausstoßes als auch zur Verringerung von Luftschadstoffen, die aus Verbrennungsprozessen stammen. Zudem hätten die meisten Luftschadstoffe auch klimatische Auswirkungen.
Nach einer 2012 in Science veröffentlichte Studie könnten Maßnahmen zur Emissionsreduktion, die eine Verlangsamung der globalen Erwärmung um 0,5 °C bis 2050 bewirken, nicht nur positive Auswirkungen auf das Klima haben, sondern zugleich auf die menschliche Gesundheit, die Landwirtschaft und die Kryosphäre. Durch geringere Ozonwerte in der Atmosphäre würde die jährliche Getreideproduktion zwischen 30 und 135 Millionen Tonnen steigen, zugleich würden pro Jahr zwischen 700.000 und 4,7 Millionen Todesfälle infolge von Luftverschmutzung vermieden.
Eine 2015 in Energy and Environmental Science erschienene Studie bezifferte die Effekte einer vollständigen Umstellung auf Wind-, Wasser- und Solarenergie für die Vereinigten Staaten von Amerika und kam zu dem Ergebnis, dass diese Energiewende derzeit pro Jahr ca. 62.000 vorzeitige Todesfälle durch Luftverschmutzung vermiede. Im Jahr 2050 wären es ca. 46.000 Todesfälle, womit dann Gesundheitskosten in Höhe von etwa 600 Milliarden Dollar pro Jahr vermieden würden. Dies entspräche etwa 3,6 % des amerikanischen Bruttoinlandsprodukts von 2014. Zudem würden im Jahr 2050 verglichen mit einem herkömmlichen Energieszenario jährlich etwa 3,3 Billionen Dollar an Klimaschäden eingespart und netto etwa 2 Millionen Arbeitsplätze mehr geschaffen, als in der herkömmlichen Energiewirtschaft verloren gingen. Die finanziellen Vorteile für US-Bürger im Jahr 2050 beziffert diese Studie auf etwa 10.000 Dollar pro Jahr (2013 Dollar), wobei etwa 260 Dollar Einsparung durch die etwas niedrigere Energiekosten entstünden, etwa 1500 Dollar durch die Einsparung an Luftschadstoffen und etwa 8300 Dollar durch vermiedene Klimawandelschäden.
Ein 2015 in The Lancet erschienener Review-Artikel zog das Fazit, dass der Klimawandel das Potential habe, die bisher erzielten gesundheitlichen Fortschritte durch ökonomische Entwicklung umzukehren. Seine Bekämpfung könne hingegen die größte Chance des 21. Jahrhunderts für die Verbesserung der öffentlichen Gesundheit weltweit sein. So würden viele Klimaschutzmaßen zugleich auch direkt gegen Gesundheitsschäden, Armut und globale Ungleichheit helfen, was Staaten ermögliche, die öffentliche Gesundheit und das Wohlergehen der Bevölkerung zu stärken und nicht zuletzt die Kosten des Gesundheitswesens zu senken.
Ambitionierte Klimaschutzmaßnahmen würden nach einer 2016 ebenfalls in The Lancet erschienenen Studie zugleich auch die negativen Auswirkungen von schlechterer Ernährung infolge Dürren usw. abmildern. Demnach sind bei ungebremstem Klimawandel weltweit jährlich etwa 529.000 Todesfälle infolge von schlechterer Ernährung, insbesondere dem Rückgang von Obst- und Gemüsekonsum, zu erwarten. Bei einem strengen Klimaschutzprogramm (Umsetzung des repräsentativen Konzentrationspfades RCP2.6) könnte die Zahl der zusätzlichen Toten hingegen auf etwa 154.000 begrenzt werden.

## Ökonomischer Nutzen und Kosten
Klimaschutzmaßnahmen verursachen einerseits Kosten, verringern zugleich jedoch die auftretenden Klimaschäden und sparen damit Folgekosten ein. Die Gesamtkosten eines globalen Klimaschutzes sind nicht eindeutig abschätzbar; noch deutlich größere Unsicherheiten treten bei der Bezifferung der Folgekosten eines ungebremsten Klimawandels auf und hemmen die notwendigen Investitionen. Gleichwohl schätzen Autoren des Deutschen Instituts für Wirtschaftsforschung, dass ein effektiver und rascher Klimaschutz bis zum Jahr 2050 etwa 200 Billionen US-Dollar an Folgeschäden vermeidbar macht. Nach einer 2018 in Nature erschienenen Studie hätte eine Erderwärmung um 4 Grad bis zum Jahr 2100 weltweit ökonomische Verluste von mehr als 30 % des Bruttoinlandsprodukts pro Kopf zur Folge; bei einer Erwärmung um 2,5 bis 3 Grad ergäben sich Rückgänge um etwa 15 bis 25 %. Als den ökonomisch vorteilhaftesten Klimaschutzpfad ermittelten die Autoren die Begrenzung der Erderwärmung auf 1,5 Grad. Hierbei würden wahrscheinlich mehr als 20 Billionen US-Dollar gegenüber der Begrenzung der Erderwärmung auf 2 Grad eingespart, während hingegen die Mehrkosten dieses schärferen Pfades nur etwa 300 Milliarden Dollar betrügen.
Auch wenn die Kosten der Transformation des Energiesystems in Richtung eines klimagerechten Energiesystems (Energiewende) hoch sind, würde eine Politik des Nicht-Handelns noch deutlich höhere Kosten verursachen, zumal die Kosten für die Anpassung der Infrastruktur sowie des Sozialen an einen Klimawandel mit steigender Temperatur überproportional ansteigen. Von großer Bedeutung ist daher die Internalisierung der externen Kosten, die durch die Umweltbelastung der fossilen Energieerzeugung anfallen. Diese beliefen sich im Jahr 2013 auf 4,9 Billionen US-Dollar bzw. auf mehr als 150 $ pro Tonne Kohlenstoffdioxid. Eine 2018 erschienene Studie bezifferte die sogenannten „sozialen Kosten von Kohlenstoff“ auf mehr als 400 Dollar pro Tonne, was mehr als doppelt so hoch ist wie die zuvor ermittelten Werte von etwa 150 bis 200 Dollar pro Tonne. Umgerechnet auf die Emissionen des Jahres 2017 entspricht dies einem Schaden von mehr als 16 Billionen US-Dollar pro Jahr.
Die Deutsche Akademie der Naturforscher Leopoldina konstatiert, es gehöre zu einer „transparenten Klimapolitik“ dazu, „offen zu kommunizieren, dass eine Klima- und Energiewende nicht zum Nulltarif zu haben ist, dass aber die gesellschaftlichen Kosten des „Business as usual“ bei weitem die Investitionen in Vermeidungsmaßnahmen übersteigen“. Insbesondere sei es wichtig zu kommunizieren, „welche Risiken und Verluste an Natur, Gemeinwohl und Lebensqualität“ eine Politik des „Weiter-so“ in sich berge. Technologisch seien alle Voraussetzungen vorhanden, um ein klimaneutrales Energiesystem aufzubauen. Zudem sei diese Energiewende eine ethische Verpflichtung, „da eine aufgeklärte, moderne Wissensgesellschaft dem mündigen Umgang mit den Lebensgrundlagen kommender Generationen verpflichtet“ sei, wozu auch der Erhalt intakter Ökosysteme zähle.
Der Weltklimarat IPCC fertigte im 5. Sachstandsbericht keine Kosten-Nutzen-Analyse für bestimmte Klimaszenarien an, sondern bewertete nur die ökonomischen, technischen und institutionellen Rahmenbedingungen der verschiedenen Szenarien. Die zum Erreichen des Zwei-Grad-Ziels anfallenden Kosten wurden dabei mit 0,06 % der jährlichen Konsumwachstumsrate beziffert. Je früher die Treibhausgasemissionen verringert werden, desto geringer sind dabei die Kosten des Klimaschutzes. Der Verzicht des IPCC auf eine Kosten-Nutzen-Analyse wurde auch kritisiert. Unter anderem legte Olav Hohmeyer aufbauend auf den IPCC-Zahlen eine Studie für Germanwatch vor, bei der er den für das Jahr 2050 anfallenden Klimaschutzkosten in Höhe von etwa 5 Billionen Euro einen Nutzen von etwa 16 Billionen Euro gegenüberstellte. Damit überstiege der Nutzen die Kosten des Klimaschutzes bereits zur Jahrhundertmitte um das Dreifache. Die Werte ergeben sich hauptsächlich aus dem ohne Klimaschutzmaßnahmen reduzierten Bruttosozialprodukt infolge von Klimaschäden sowie Luftverschmutzung.
Eine 2016 in der Fachzeitschrift Nature Climate Change veröffentlichte Arbeit ergab, dass bei einer ambitionierten Klimaschutzpolitik, die geeignet ist, das Zwei-Grad-Ziel zu erreichen, die monetären Vorteile in Form von vermiedenen Todesfällen durch Luftverschmutzung die Kosten der Klimaschutzmaßnahmen mit großer Wahrscheinlichkeit übersteigen. Inklusive langfristiger Vorteile durch vermiedene Klimaschäden lägen die volkswirtschaftlichen Gewinne einer solchen Klimaschutzpolitik bei etwa dem 5- bis 10-fachen der Kosten.
Eine Studie von Caio Koch-Weser, ehem. Vizepräsident der Weltbank, im Auftrag der UN gelangte 2014 zu dem Ergebnis, dass Klimaschutz wirtschaftlich sinnvoll ist und das Wirtschaftswachstum beleben kann. Im Mittelpunkt der Klimaschutzmaßnahmen müssen den Experten zufolge der schnelle Ausbau der erneuerbaren Energien, der Ausbau des öffentlichen Verkehrs, am besten mit emissionsfreien Antrieben, sowie die Wiederbelebung landwirtschaftlicher Brachflächen für die Sicherstellung der Ernährung stehen.

## Sozialer Ausgleich
Maßnahmen zum Klimaschutz können Widerstände hervorrufen, da sie insbesondere für weniger wohlhabende Haushalte eine Bedrohung des Lebensstandards darstellen oder als solche empfunden werden. Ein Instrument zur Schaffung eines sozialen Ausgleichs ist die Einführung einer CO2-Bepreisung mit einer Klimaprämie zur Rückerstattung des Geldes verbinden. In verschiedenen Ländern wurden Modelle eingeführt. Der in den USA beschlossene Inflation Reduction Act verbindet ebenfalls Maßnahmen zum Klimaschutz mit sozialpolitischen Maßnahmen.